# Mur-de-Barrez
Pour les articles homonymes, voir Mur (homonymie) et Barrez.
Mur-de-Barrez [myʁ də baʁɛs], dit Mur, est une commune française située dans le département de l'Aveyron, en région Occitanie.
Le patrimoine architectural de la commune comprend six immeubles protégés au titre des monuments historiques : la Porte de ville (tour de Monaco), classée en 1913, la maison Renaissance (mairie), inscrite en 1929, l'église Saint-Martin, classée en 1930, l'église Saint-Thomas-de-Cantorbéry, classée en 1932, le château de Venzac, inscrit en 1989, et le monument aux morts, inscrit en 2018.

## Géographie

### Localisation
Mur-de-Barrez est construite à l'extrémité nord du plateau basaltique du Barrez issu des coulées basaltiques du volcan cantalien et à 800 mètres d'altitude, entre les vallées du Goul à l'ouest et de la Bromme à l'est. Située dans le sud du Massif central aux confins du Rouergue (actuel département de l'Aveyron), Mur-de-Barrez influence et est influencée par les coutumes, la culture et l'architecture de la Haute-Auvergne (actuel département du Cantal).
La commune est située, avec Lacroix-Barrez, dans une région appelée le Barrezois ou Barrez, raison pour laquelle les habitants de Mur sont appelés les Barreziens. Ce petit pays, qui tient son nom de Bars, site d'un latifundium gallo-romain regroupant un vaste domaine et ayant donné son nom à cette contrée et à des villages comme Barriac, a ensuite fait partie d'une région plus grande : le  Carladez ou Carladès dont le village de Carlat possédait une forteresse-clef de tout le Sud-Ouest au VIIIe siècle.

### Communes limitrophes
Les communes limitrophes sont Brommat, Taussac, Thérondels, Pailherols et Raulhac.
| Raulhac (Cantal) | Pailherols (Cantal) | Thérondels |
|                  | Mur-de-Barrez       |            |
| Taussac          |                     | Brommat    |

### Hydrographie

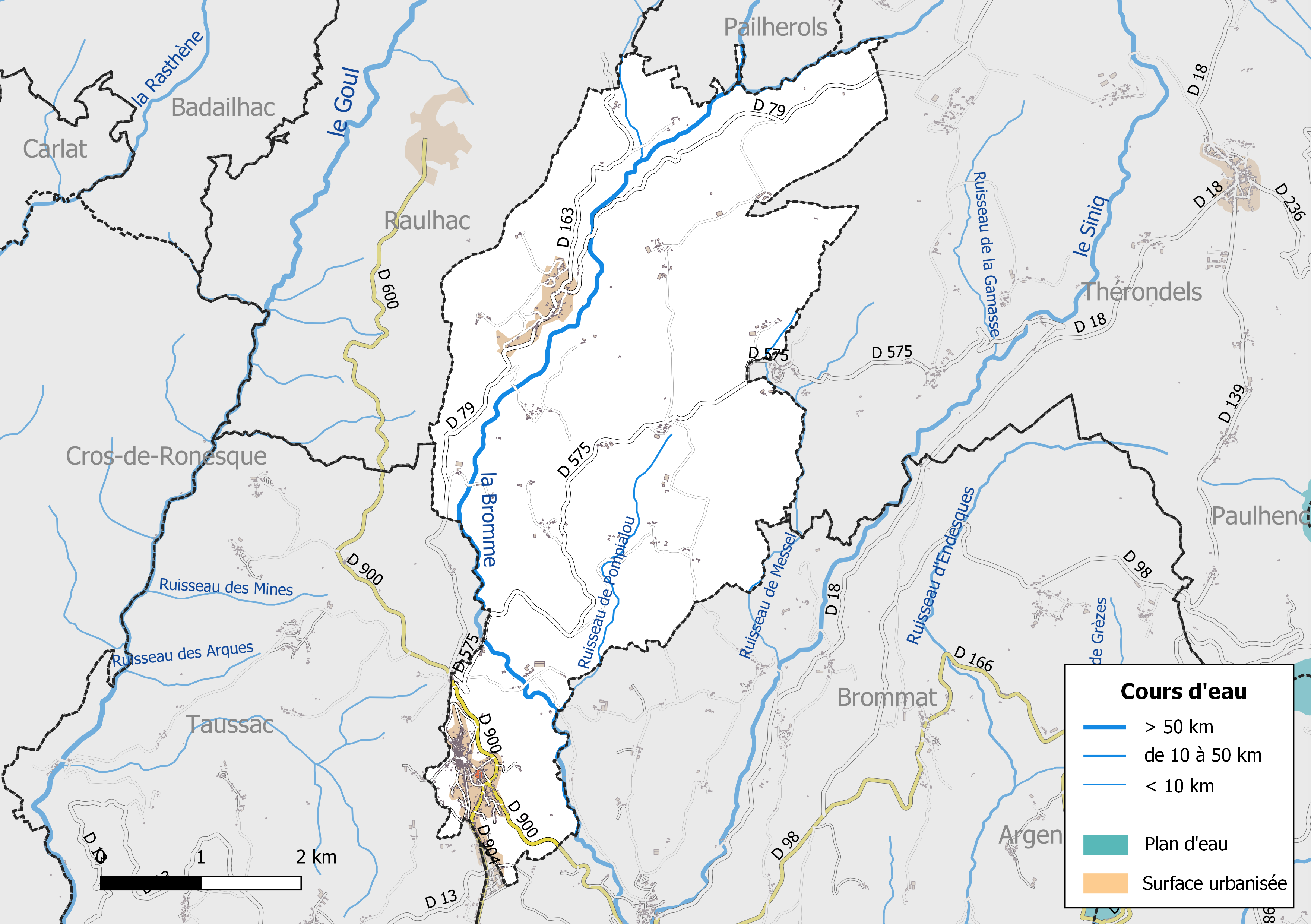
Réseaux hydrographique et routier de Mur-de-Barrez.

La commune est drainée par la Bromme, le ruisseau de Lacapelle-Barrès, le riou Migie, le ruisseau de Messel, le ruisseau de Pompialou et par divers petits cours d'eau.
La Bromme, d'une longueur totale de 30,3 km, prend sa source dans la commune de Pailherols (15) et se jette  dans la Truyère à Lacroix-Barrez, après avoir arrosé 5 communes.
Le ruisseau de Lacapelle-Barrès, d'une longueur totale de 12,6 km, prend sa source dans la commune de Malbo (15) et se jette  dans la Bromme à Pailherols (15), après avoir arrosé 5 communes.

### Climat
Pour des articles plus généraux, voir Climat de l'Occitanie et Climat de l'Aveyron.
En 2010, le climat de la commune est de type climat de montagne, selon une étude s'appuyant sur une série de données couvrant la période 1971-2000. En 2020, Météo-France publie une typologie des climats de la France métropolitaine dans laquelle la commune est exposée à un climat de montagne et est dans la région climatique Ouest et nord-ouest du Massif Central, caractérisée par une pluviométrie annuelle de 900 à 1 500 mm, maximale en automne et en hiver.
Pour la période 1971-2000, la température annuelle moyenne est de 9,5 °C, avec une amplitude thermique annuelle de 15,7 °C. Le cumul annuel moyen de précipitations est de 1 234 mm, avec 12,3 jours de précipitations en janvier et 7,5 jours en juillet. Pour la période 1991-2020, la température moyenne annuelle observée sur la station météorologique la plus proche, située sur la commune d'Entraygues-sur-Truyère à 23 km à vol d'oiseau, est de 13,3 °C et le cumul annuel moyen de précipitations est de 1 116,3 mm,. Pour l'avenir, les paramètres climatiques de la commune estimés pour 2050 selon différents scénarios d'émission de gaz à effet de serre sont consultables sur un site dédié publié par Météo-France en novembre 2022.

### Milieux naturels et biodiversité
L’inventaire des zones naturelles d'intérêt écologique, faunistique et floristique (ZNIEFF) a pour objectif de réaliser une couverture des zones les plus intéressantes sur le plan écologique, essentiellement dans la perspective d’améliorer la connaissance du patrimoine naturel national et de fournir aux différents décideurs un outil d’aide à la prise en compte de l’environnement dans l’aménagement du territoire.
Le territoire communal de Mur-de-Barrez comprend cinq ZNIEFF de type 1, : 
- les « Coteaux entre Raulhac Courbelimagne Mur-de-Barrez environs Cros de Ronesque » (729,4 ha), couvrant 4 communes dont 2 dans l'Aveyron et 2 dans le Cantal[11] ;
- le « Puy de la Justice » (142,10 ha), couvrant 2 communes du département[12] ;
- le « Ruisseau de la Bromme à mur-De-Barrez » (51,6 ha), couvrant 3 communes du département[13] ;
- les « Zones humides de la Bromme » (255,6 ha), couvrant 4 communes dont 2 dans l'Aveyron et 2 dans le Cantal[14] ;
- les « Zones humides du Rieu » (100,4 ha), couvrant 2 communes du département[15]

et une ZNIEFF de type 2,, 
les « Vallées de la Bromme et du Siniq, des limites du cantal à la confluence de Brommat » (1 219 ha), qui s'étend sur 8 communes dont 4 dans l'Aveyron et 4 dans le Cantal.

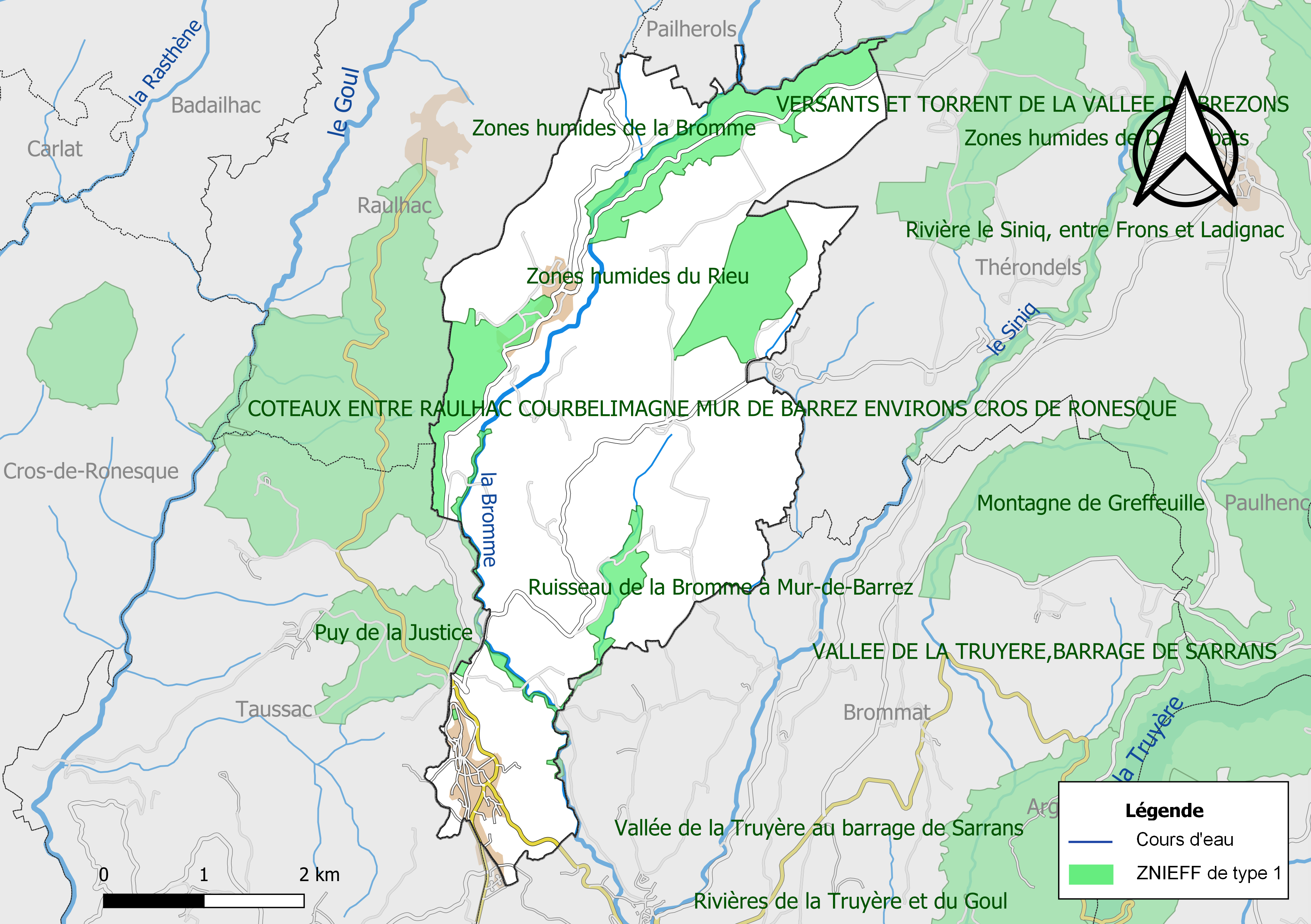
Carte des ZNIEFF de type 1 de la commune.
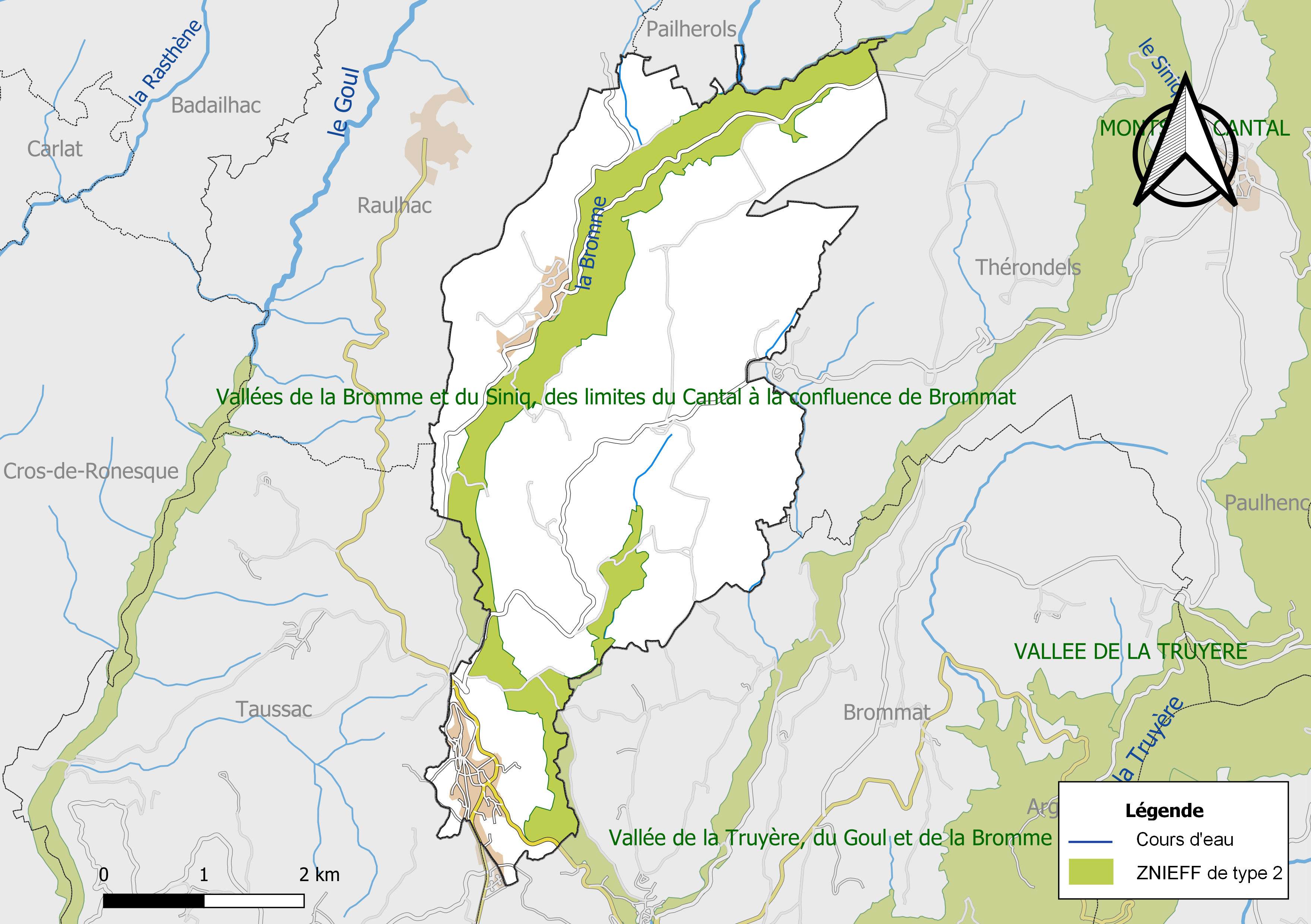
Carte de la ZNIEFF de type 2 de la commune.

## Urbanisme

### Typologie
Au 1er janvier 2024, Mur-de-Barrez est catégorisée commune rurale à habitat dispersé, selon la nouvelle grille communale de densité à sept niveaux définie par l'Insee en 2022.
Elle est située hors unité urbaine et hors attraction des villes,.

### Occupation des sols

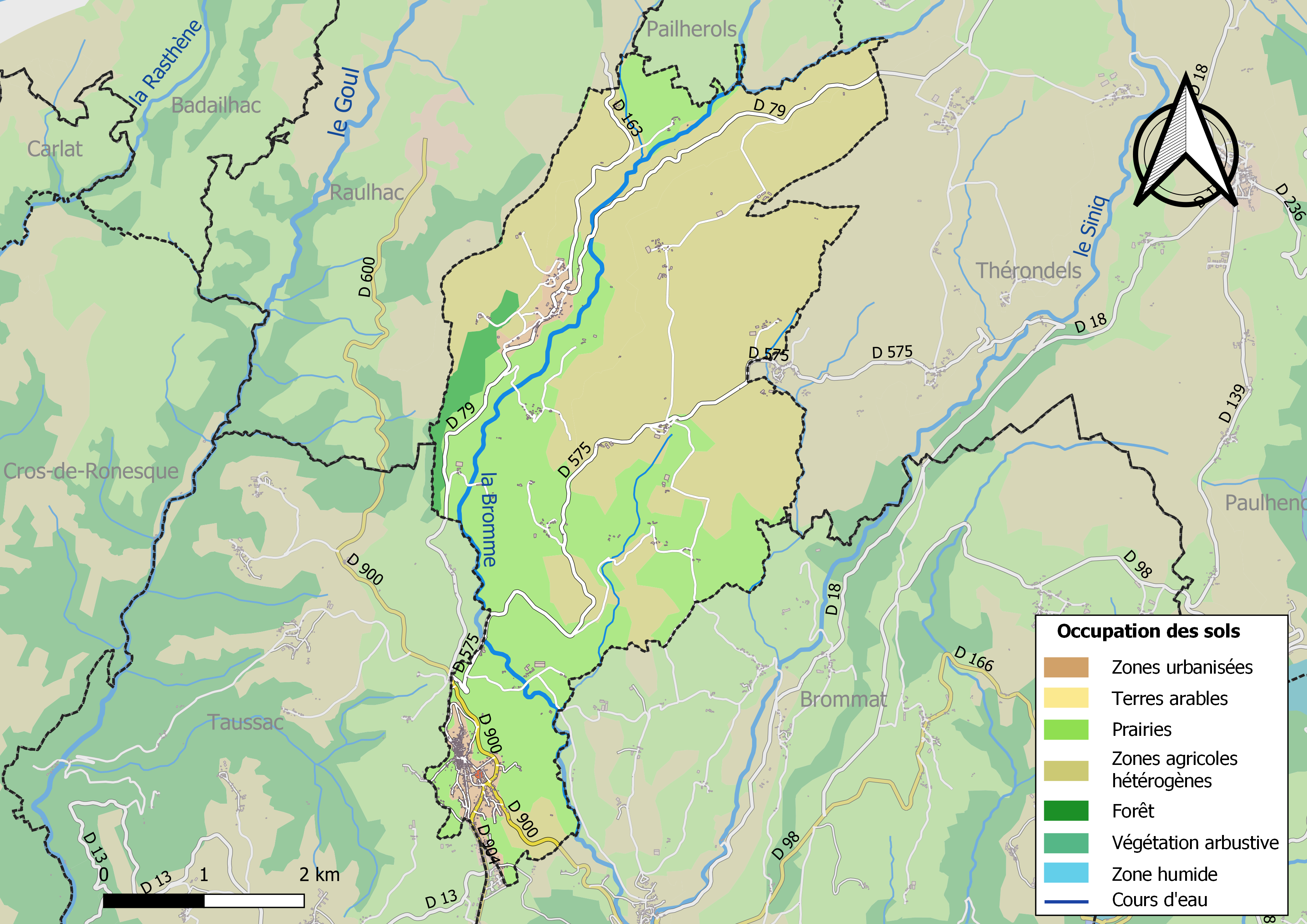
Infrastructures et occupation des sols de la commune de Mur-de-Barrez.

L'occupation des sols de la commune, telle qu'elle ressort de la base de données européenne d’occupation biophysique des sols Corine Land Cover (CLC), est marquée par l'importance des territoires agricoles (94,5 % en 2018), en augmentation par rapport à 1990 (84,4 %). La répartition détaillée en 2018 est la suivante : 
zones agricoles hétérogènes (56,3 %), prairies (38,2 %), zones urbanisées (3,5 %), forêts (2 %).

### Planification
La commune disposait en 2017 d'un plan local d'urbanisme en révision. Le zonage réglementaire et le règlement associé peuvent être consultés sur le Géoportail de l'urbanisme.

### Risques majeurs
Le territoire de la commune de Mur-de-Barrez est vulnérable à différents aléas naturels : climatiques (hiver exceptionnel ou canicule), feux de forêts et séisme (sismicité faible).
Il est également exposé à un risque technologique, le transport de matières dangereuses, et à un risque particulier, le risque radon,.

#### Risques naturels
Le Plan départemental de protection des forêts contre les incendies découpe le département de l’Aveyron en sept « bassins de risque » et définit une sensibilité des communes à l’aléa feux de forêt (de faible à très forte). La commune est classée en sensibilité faible.
Les mouvements de terrains susceptibles de se produire sur la commune sont liés au retrait-gonflement des argiles, conséquence d'un changement d'humidité des sols argileux. Les argiles sont capables de fixer l'eau disponible mais aussi de la perdre en se rétractant en cas de sécheresse. Ce phénomène peut provoquer des dégâts très importants sur les constructions (fissures, déformations des ouvertures) pouvant rendre inhabitables certains locaux. La carte de zonage de cet aléa peut être consultée sur le site de l'observatoire national des risques naturels Georisques.

#### Risques technologiques
Le risque de transport de matières dangereuses sur la commune est lié à sa traversée par une route à fort trafic. Un accident se produisant sur une telle infrastructure est en effet susceptible d’avoir des effets graves au bâti ou aux personnes jusqu’à 350 m, selon la nature du matériau transporté. Des dispositions d’urbanisme peuvent être préconisées en conséquence.

#### Risque particulier
Dans plusieurs parties du territoire national, le radon, accumulé dans certains logements ou autres locaux, peut constituer une source significative d’exposition de la population aux rayonnements ionisants. Toutes les communes du département sont concernées par le risque radon à un niveau plus ou moins élevé. Selon le dossier départemental des risques majeurs du département établi en 2013, la commune de Mur-de-Barrez est classée à risque moyen à élevé. Un décret du 4 juin 2018 a modifié la terminologie du zonage définie dans le code de la santé publique et a été complété par un arrêté du 27 juin 2018 portant délimitation des zones à potentiel radon du territoire français. La commune est désormais en zone 3, à savoir zone à potentiel radon significatif.

## Toponymie
Le nom de la ville est attesté sous le nom de Castrum de Muro en 1330 et Bastida de muro en 1383, mur ayant ici le sens de mur d'enceinte.

## Histoire

### Moyen Âge
Un mas carolingien est attesté en contrebas de l'actuel site du château du Mur-de-Barrez. Un petit bourg s'établit alors à proximité mais l'habitat devait, petit à petit, se déplacer autour de la mésa basaltique sur laquelle le château puis la forteresse du Mur-de-Barrez s'implanta. Le château est attesté dès le XIe siècle. Propriété des vicomtes de Carlat, la cité fut à deux reprises entre les mains des Anglais (en 1373 et 1418) lors de la  guerre de Cent Ans avant de subir l'assaut des calvinistes de 1574 à 1590. Ce qui engendra la destruction du château à partir de 1620 sur ordre d'Henri IV de 1607, afin que la forteresse - comme toutes celles du Sud-Ouest - ne contribue plus à la guerre entre protestants et catholiques. La ville offrait alors un visage plutôt cossu : aux nombreuses foires attirant marchands, négociants et paysans du Carladez, mais aussi de Rouergue et d'Auvergne, s'ajoutaient les activités liées à la présence d'un certain nombre d'institutions religieuses et d'une petite bourgeoisie locale d'avocats et de notaires.

### Époque moderne
En 1643, par le Traité de Péronne, les Grimaldi de Monaco reçurent de  Louis XIII la Vicomté de Carladez qui restera leur propriété jusqu'à sa confiscation en 1789. Deux ans plus tard, en 1791, le débat fit rage entre les tenants d'un rattachement du Barrez (partie méridionale du Carladez) au nouveau département du  Cantal, ou bien à celui de l'Aveyron. C'est la position des députés Lambel et Bô qui l'emporta, à savoir le rattachement à l'Aveyron : l'ancienneté des liens tissés avec Rodez, la difficulté d'accéder à Aurillac, la compétence, au XVIIIe siècle, de Villefranche-de-Rouergue en matière politique et financière ont joué dans cette décision. Elle devint chef-lieu de district de 1790 à 1800.

### Époque contemporaine
En 1883, Marcellin Boule y découvrit des exploitations préhistoriques de bancs de silex au lieu dit La Côte Blanche. Son travail a été publié dans un mémoire en janvier 1887 : « Nouvelles observations sur les puits préhistoriques d'extraction du silex. »
Le 12 juin 1933, le président de la République, Albert Lebrun, est venu à Mur-de-Barrez pour inaugurer le barrage de Sarrans et l'usine souterraine du Brezou. Il a été reçu à Mur-de-Barrez par Monsieur Delmas, maire de Mur-de-Barrez, et par le Docteur Adrien Viguier, conseiller général du canton de Mur-de-Barrez.
Le jeudi 1er juillet 2010, le Président de la République, Nicolas Sarkozy, est venu en Carladez. Après avoir visité l'exploitation agricole de Sarrans, dans laquelle Alain Durand et son épouse pratiquent l'élevage de vaches Aubrac, à côté d'Albinhac, le Président est venu prendre un bain de foule sur la place de Mur-de-Barrez avant de déjeuner en compagnie de la brigade de Gendarmerie à l'Auberge du Barrez.
Le mercredi 14 mai 2014, son altesse sérénissime le prince Albert II de Monaco, s'est rendu à Mur-de-Barrez lors de sa visite du Carladez (ancien fief de ses ancêtres). Il a été accueilli par M. Alain Cézac (Maire) entouré des élus du canton et du département. Au cours de sa visite, il a dévoilé une plaque commémorative sur la Tour de Monaco et signé le livre d'Or de la Mairie.

## Politique et administration

### Découpage territorial
La commune de Mur-de-Barrez est membre de la communauté de communes Aubrac, Carladez et Viadène, un établissement public de coopération intercommunale (EPCI) à fiscalité propre créé le 1er janvier 2017 dont le siège est à Laguiole. Ce dernier est par ailleurs membre d'autres groupements intercommunaux.
Sur le plan administratif, elle est rattachée à l'arrondissement de Rodez, au département de l'Aveyron et à la région Occitanie. Sur le plan électoral, elle dépend du  canton d'Aubrac et Carladez pour l'élection des conseillers départementaux, depuis le redécoupage cantonal de 2014 entré en vigueur en 2015, et de la première circonscription de l'Aveyron  pour les élections législatives, depuis le dernier découpage électoral de 2010.

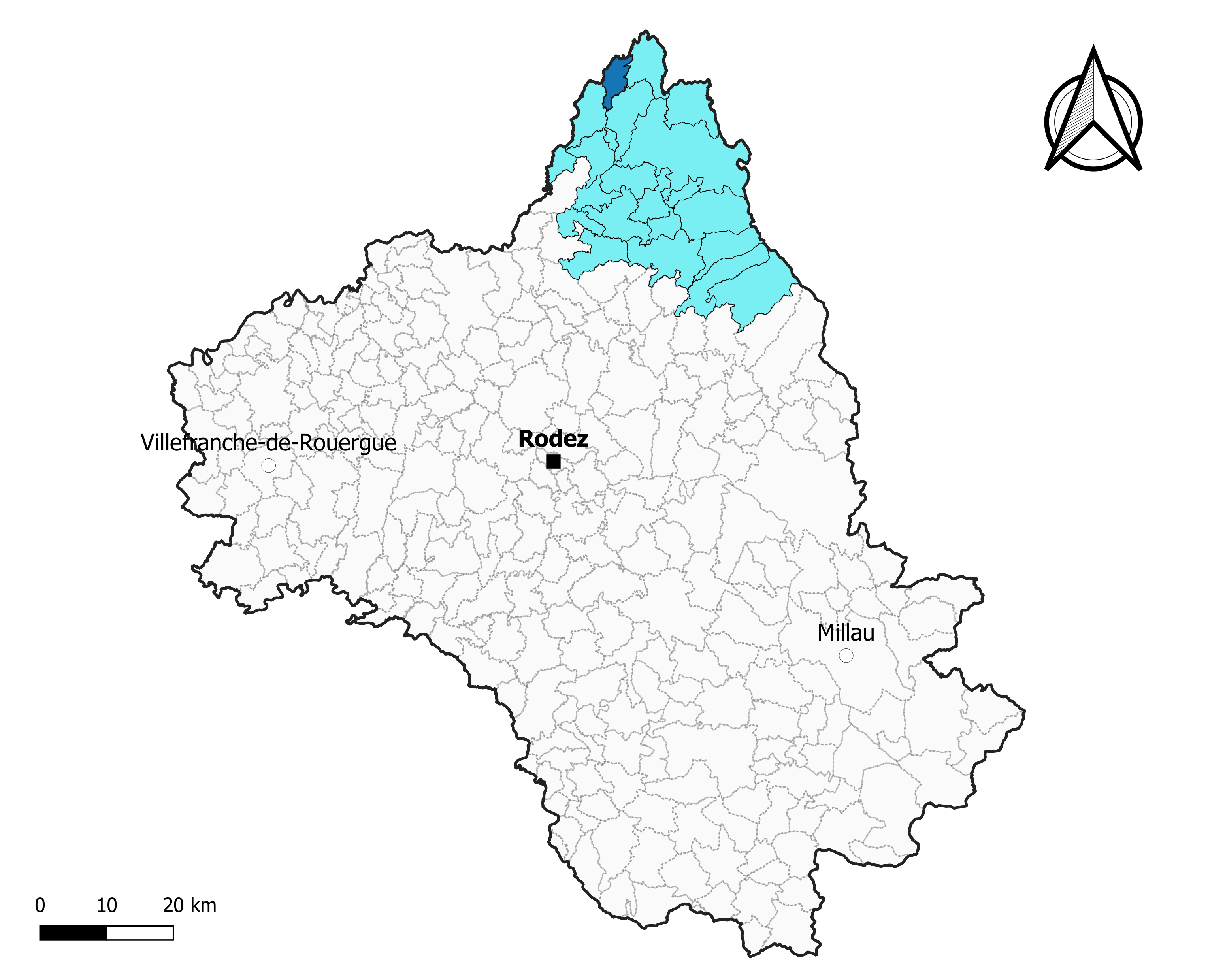
Mur-de-Barrez dans l'intercommunalité en 2020[Note 3].
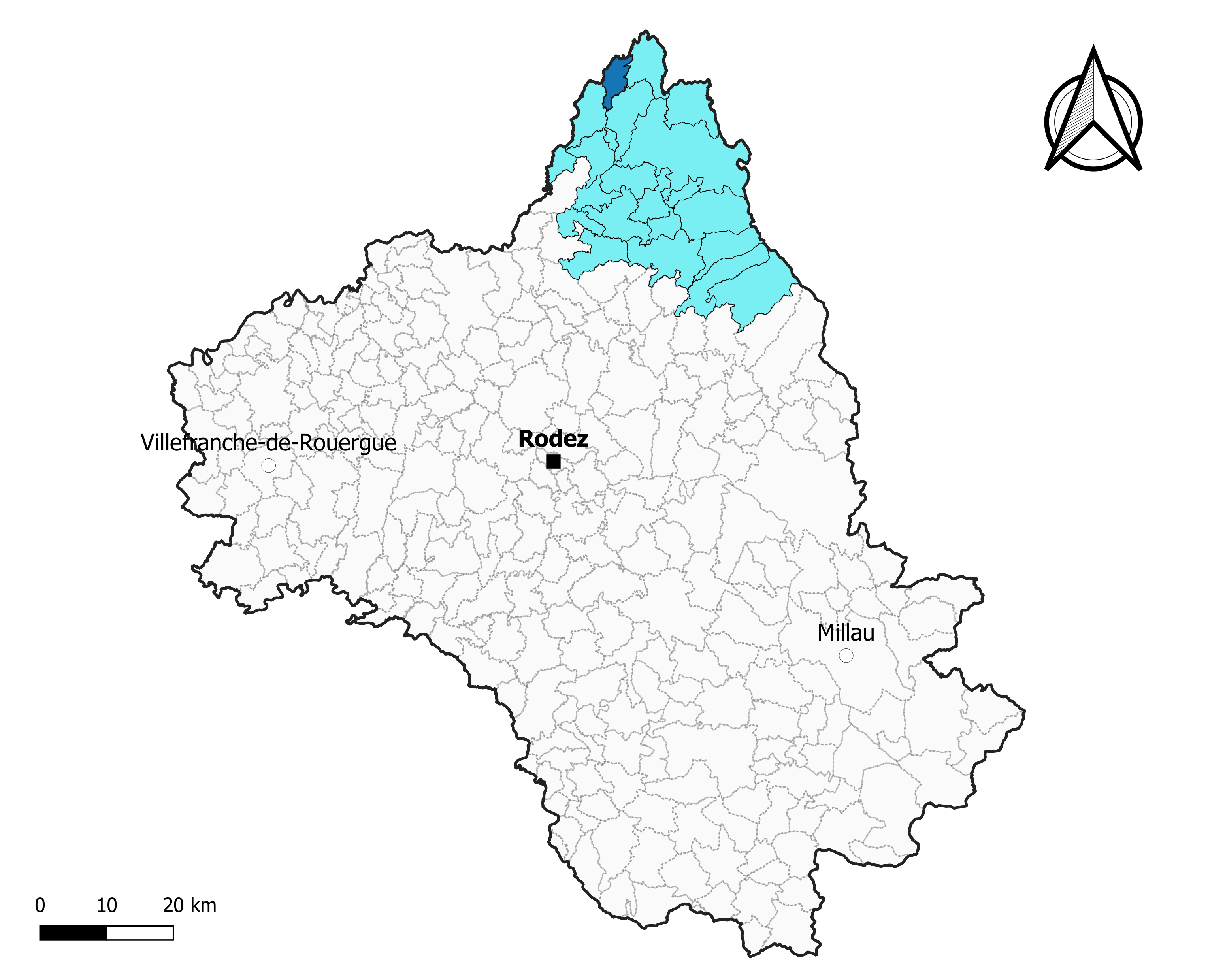
Mur-de-Barrez dans le canton d'Aubrac et Carladez en 2020.
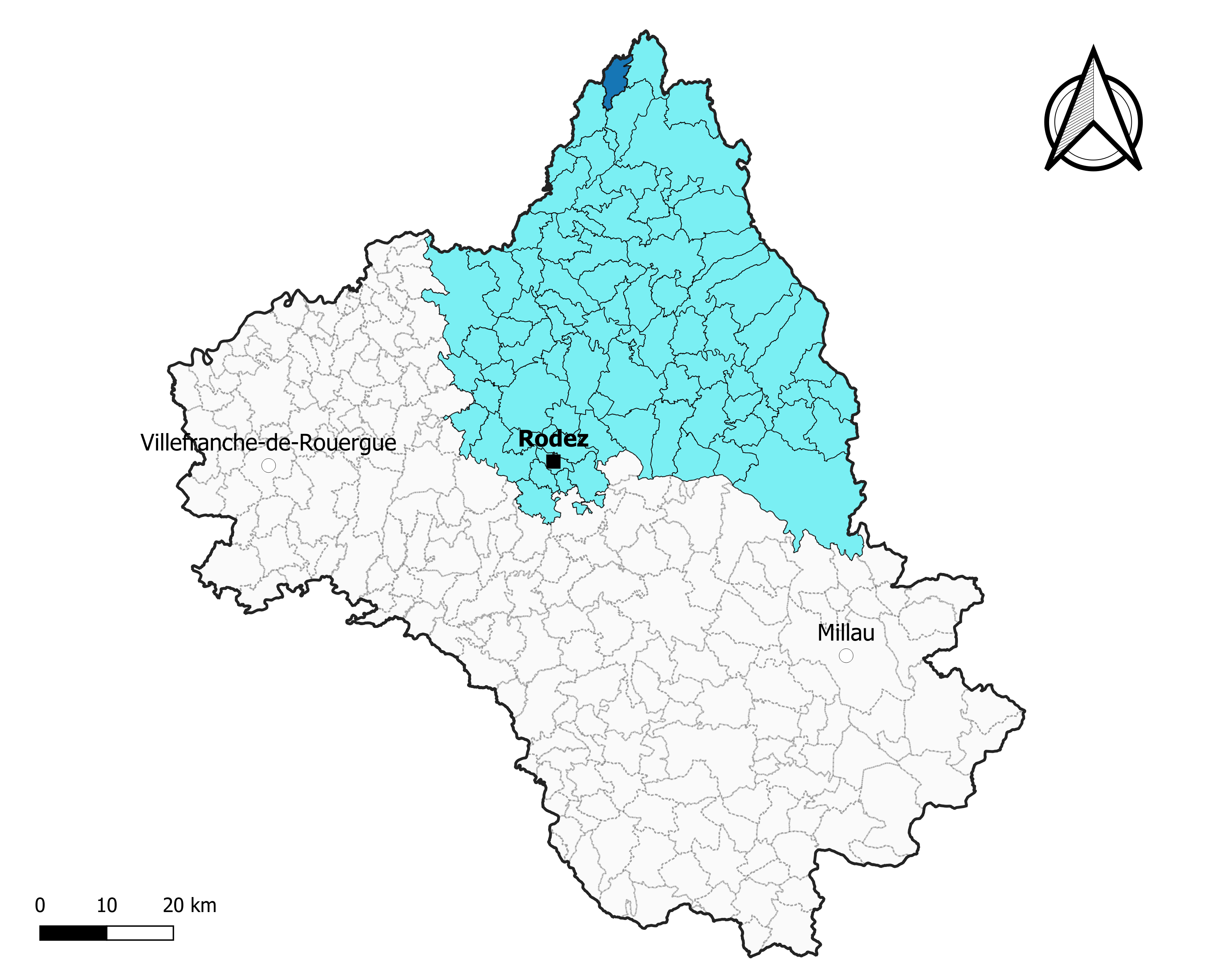
Mur-de-Barrez dans l'arrondissement de Rodez en 2020.

### Élections municipales et communautaires

#### Élections de 2020
Le conseil municipal de Mur-de-Barrez, commune de moins de 1 000 habitants, est élu au scrutin majoritaire plurinominal à deux tours avec candidatures isolées ou groupées et possibilité de panachage. Compte tenu de la population communale, le nombre de sièges à pourvoir lors des élections municipales de 2020 est de 15. Sur les seize candidats en lice, quinze sont élus dès le premier tour, le 15 mars 2020, correspondant à la totalité des sièges à pourvoir, avec un taux de participation de 48,05 %.
Pierre Ignace est élu nouveau maire de la commune le 26 mai 2020.
Dans les communes de moins de 1 000 habitants, les conseillers communautaires sont désignés parmi les conseillers municipaux élus en suivant l’ordre du tableau (maire, adjoints puis conseillers municipaux) et dans la limite du nombre de sièges attribués à la commune au sein du conseil communautaire. Deux sièges sont attribués à la commune au sein de la communauté de communes Aubrac, Carladez et Viadène.

#### Liste des maires
| Période                                  | Période  | Identité                   | Étiquette | Qualité                                                                |
| ---------------------------------------- | -------- | -------------------------- | --------- | ---------------------------------------------------------------------- |
| 1792                                     | 1793     | Jean-François Lavaisse     |           |                                                                        |
| 1793                                     | 1793     | Jean-François Molinier     |           |                                                                        |
| 1793                                     | 1796     | Géraud Julhe               |           |                                                                        |
| 1796                                     | 1797     | François Carbonel          |           |                                                                        |
| 1797                                     | 1802     | Géraud Julhe               |           |                                                                        |
| 1802                                     | 1813     | Paul Duverdier             |           |                                                                        |
| 1813                                     | 1817     | Bernadin Augustin Montheil |           |                                                                        |
| 1817                                     | 1830     | Marc-Antoine Lavaisse      |           |                                                                        |
| 1830                                     | 1839     | Alexandre Castel           |           |                                                                        |
| 1839                                     | 1848     | Philippe Julhe             |           |                                                                        |
| 1848                                     | 1856     | Antoine Gibert             |           |                                                                        |
| 1856                                     | 1861     | Alfonse De Suze            |           |                                                                        |
| 1861                                     | 1866     | Guillaume Carcanague       |           |                                                                        |
| 1866                                     | 1870     | Guillaume Delfour          |           |                                                                        |
| 1870                                     | 1884     | Antoine-Victor Ouvrier     |           |                                                                        |
| 1884                                     | 1888     | Jean Brousse               |           |                                                                        |
| 1888                                     | 1892     | Henri De Lanzac            |           |                                                                        |
| 1892                                     | 1900     | Antoine-Victor Ouvrier     |           | Médecin                                                                |
| 1900                                     | 1908     | Victor Mabit               |           | Notaire                                                                |
| 1908                                     | 1929     | Antoine Vazelle            |           | Médecin                                                                |
| 1929                                     | 1935     | Antoine Delmas             |           | Pharmacien                                                             |
| 1935                                     | 1971     | Adrien Viguier             |           | Médecin                                                                |
| 1971                                     | 1976     | Roger Boisset              |           | Véterinaire                                                            |
| 1976                                     | 1995     | Jean-Loup Chevenet         |           | Médecin                                                                |
| 1995                                     | 2014     | Joseph Chayrigues          |           | Enseignant                                                             |
| avril 2014                               | mai 2020 | Alain Cezac                |           | Industriel, chef d'entreprise                                          |
| mai 2020                                 | En cours | Pierre Ignace,             |           | Profession intermédiaire administrative et commerciale des entreprises |
| Les données manquantes sont à compléter. |          |                            |           |                                                                        |

## Démographie
L'évolution du nombre d'habitants est connue à travers les recensements de la population effectués dans la commune depuis 1793. Pour les communes de moins de 10 000 habitants, une enquête de recensement portant sur toute la population est réalisée tous les cinq ans, les populations de référence des années intermédiaires étant quant à elles estimées par interpolation ou extrapolation. Pour la commune, le premier recensement exhaustif entrant dans le cadre du nouveau dispositif a été réalisé en 2004.

En 2022, la commune comptait 685 habitants, en évolution de −13,07 % par rapport à 2016 (Aveyron : +0,37 %, France hors Mayotte : +2,11 %).
| 1793  | 1800 | 1806  | 1821  | 1831  | 1836  | 1841  | 1846  | 1851  |
| ----- | ---- | ----- | ----- | ----- | ----- | ----- | ----- | ----- |
| 1 400 | 981  | 1 617 | 1 652 | 1 687 | 1 665 | 1 622 | 1 572 | 1 567 |

| 1856  | 1861  | 1866  | 1872  | 1876  | 1881  | 1886  | 1891  | 1896  |
| ----- | ----- | ----- | ----- | ----- | ----- | ----- | ----- | ----- |
| 1 355 | 1 445 | 1 350 | 1 507 | 1 659 | 1 572 | 1 544 | 1 460 | 1 579 |

| 1901  | 1906  | 1911  | 1921  | 1926  | 1931  | 1936  | 1946  | 1954  |
| ----- | ----- | ----- | ----- | ----- | ----- | ----- | ----- | ----- |
| 1 470 | 1 454 | 1 550 | 1 338 | 1 307 | 1 269 | 1 347 | 1 317 | 1 298 |

| 1962  | 1968  | 1975  | 1982  | 1990  | 1999 | 2004 | 2006 | 2009 |
| ----- | ----- | ----- | ----- | ----- | ---- | ---- | ---- | ---- |
| 1 283 | 1 280 | 1 305 | 1 235 | 1 109 | 880  | 837  | 822  | 820  |

| 2014 | 2019 | 2022 | - | - | - | - | - | - |
| ---- | ---- | ---- | - | - | - | - | - | - |
| 783  | 701  | 685  | - | - | - | - | - | - |

## Économie

### Revenus
En 2018  (données Insee publiées en septembre 2021), la commune compte 318 ménages fiscaux, regroupant 572 personnes. La médiane du revenu disponible par unité de consommation est de 20 480 € (20 640 € dans le département).

### Emploi
| Division       | 2008  | 2013  | 2018  |
| -------------- | ----- | ----- | ----- |
| Commune        | 7,3 % | 6,7 % | 6,5 % |
| Département    | 5,4 % | 7,1 % | 7,1 % |
| France entière | 8,3 % | 10 %  | 10 %  |

En 2018, la population âgée de 15 à 64 ans s'élève à 354 personnes, parmi lesquelles on compte 77,4 % d'actifs (70,9 % ayant un emploi et 6,5 % de chômeurs) et 22,6 % d'inactifs,. En  2018, le taux de chômage communal (au sens du recensement) des 15-64 ans est inférieur à celui de la France et département, alors qu'en 2008 il était supérieur à celui du département et inférieur à celui de la France.
La commune est hors attraction des villes,. Elle compte 473 emplois en 2018, contre 496 en 2013 et 501 en 2008. Le nombre d'actifs ayant un emploi résidant dans la commune est de 259, soit un indicateur de concentration d'emploi de 182,4 % et un taux d'activité parmi les 15 ans ou plus de 43,1 %.
Sur ces 259 actifs de 15 ans ou plus ayant un emploi, 163 travaillent dans la commune, soit 63 % des habitants. Pour se rendre au travail, 57,8 % des habitants utilisent un véhicule personnel ou de fonction à quatre roues, 1,2 % les transports en commun, 24,9 % s'y rendent en deux-roues, à vélo ou à pied et 16,1 % n'ont pas besoin de transport (travail au domicile).

### Activités hors agriculture

#### Secteurs d'activités
99 établissements sont implantés  à Mur-de-Barrez au 31 décembre 2019. Le tableau ci-dessous en détaille le nombre par secteur d'activité et compare les ratios avec ceux du département,.
| Secteur d'activité                                                                                        | Commune | Commune | Département |
| Secteur d'activité                                                                                        | Nombre  | %       | %           |
| --- | ------- | ------- | ----------- |
| Ensemble                                                                                                  | 99      | 100 %   | (100 %)     |
| Industrie manufacturière, industries extractives et autres                                                | 21      | 21,2 %  | (17,7 %)    |
| Construction                                                                                              | 5       | 5,1 %   | (13 %)      |
| Commerce de gros et de détail, transports, hébergement et restauration                                    | 36      | 36,4 %  | (27,5 %)    |
| Information et communication                                                                              | 2       | 2 %     | (1,5 %)     |
| Activités financières et d'assurance                                                                      | 10      | 10,1 %  | (3,4 %)     |
| Activités immobilières                                                                                    | 3       | 3 %     | (4,2 %)     |
| Activités spécialisées, scientifiques et techniques et activités de services administratifs et de soutien | 6       | 6,1 %   | (12,4 %)    |
| Administration publique, enseignement, santé humaine et action sociale                                    | 11      | 11,1 %  | (12,7 %)    |
| Autres activités de services                                                                              | 5       | 5,1 %   | (7,8 %)     |

Le secteur du commerce de gros et de détail, des transports, de l'hébergement et de la restauration est prépondérant sur la commune puisqu'il représente 36,4 % du nombre total d'établissements de la commune (36 sur les 99 entreprises implantées  à Mur-de-Barrez), contre 27,5 % au niveau départemental.

#### Entreprises
Les quatre entreprises ayant leur siège social sur le territoire communal qui génèrent le plus de chiffre d'affaires en 2020 sont : 
- Enolya Distrib, supermarchés (2 268 k€)
- SAS SP Solar, production d'électricité (211 k€)
- SAS SP Énergie, production d'électricité (120 k€)
- Delta Solutions, activités spécialisées, scientifiques et techniques diverses (18 k€)

### Agriculture
La commune est dans la « Viadène et vallée du Lot », une petite région agricole occupant le nord-ouest du département de l'Aveyron. En 2020, l'orientation technico-économique de l'agriculture  sur la commune est l'élevage bovin, orientation mixte lait et viande.
|               | 1988  | 2000  | 2010  | 2020  |
| ------------- | ----- | ----- | ----- | ----- |
| Exploitations | 31    | 27    | 27    | 23    |
| SAU (ha)      | 1 699 | 1 774 | 1 945 | 1 773 |

Le nombre d'exploitations agricoles en activité et ayant leur siège dans la commune est passé de 31 lors du recensement agricole de 1988  à 27 en 2000 puis à 27 en 2010 et enfin à 23 en 2020, soit une baisse de 26 % en 32 ans. Le même mouvement est observé à l'échelle du département qui a perdu pendant cette période 51 % de ses exploitations,. La surface agricole utilisée sur la commune a quant à elle augmenté, passant de 1 699 ha en 1988 à 1 773 ha en 2020. Parallèlement la surface agricole utilisée moyenne par exploitation a augmenté, passant de 55 à 77 ha.

## Culture locale et patrimoine

### Édifices religieux

#### Église Saint-Thomas-de-Cantorbéry de Mur-de-Barrez

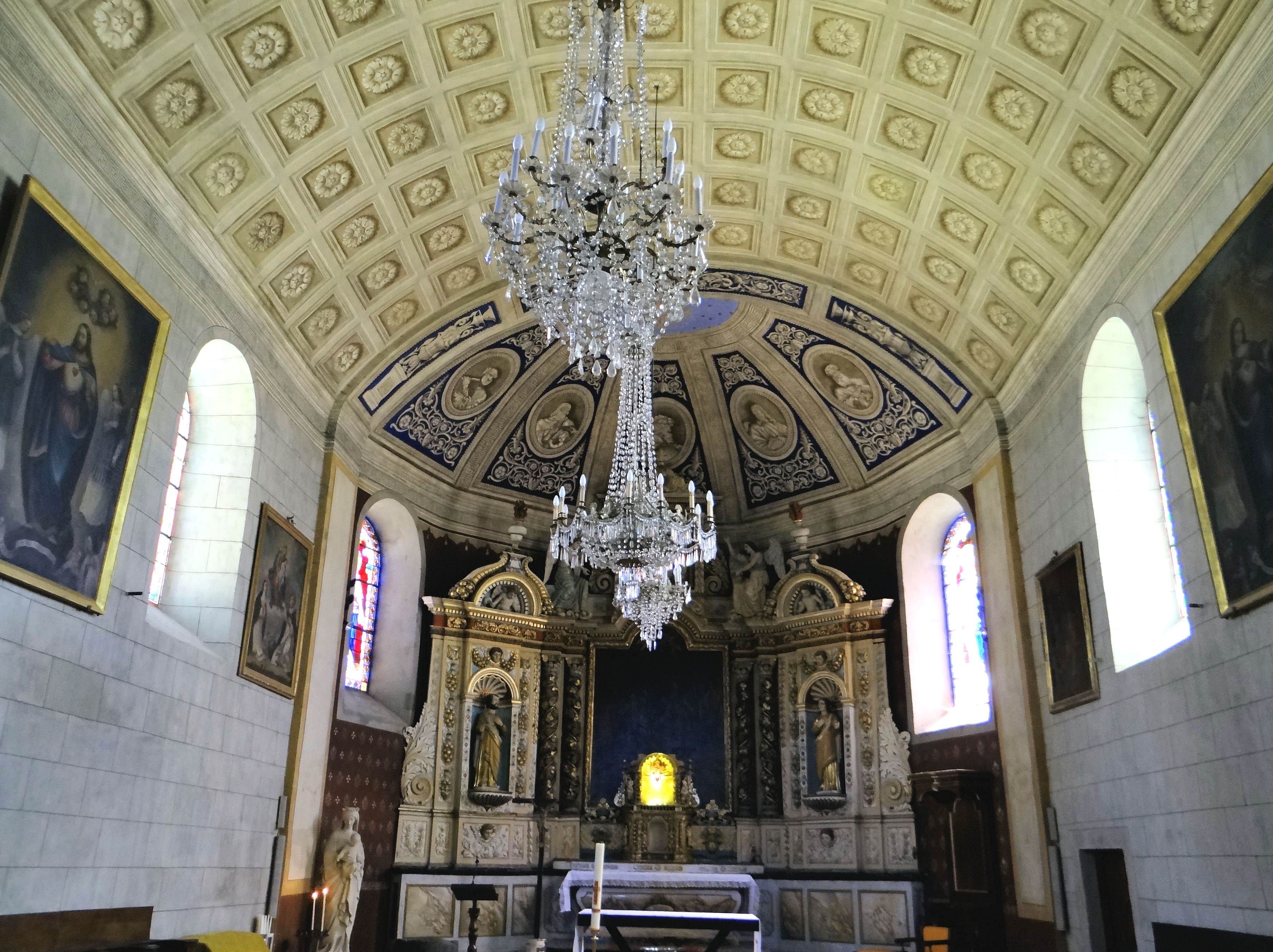
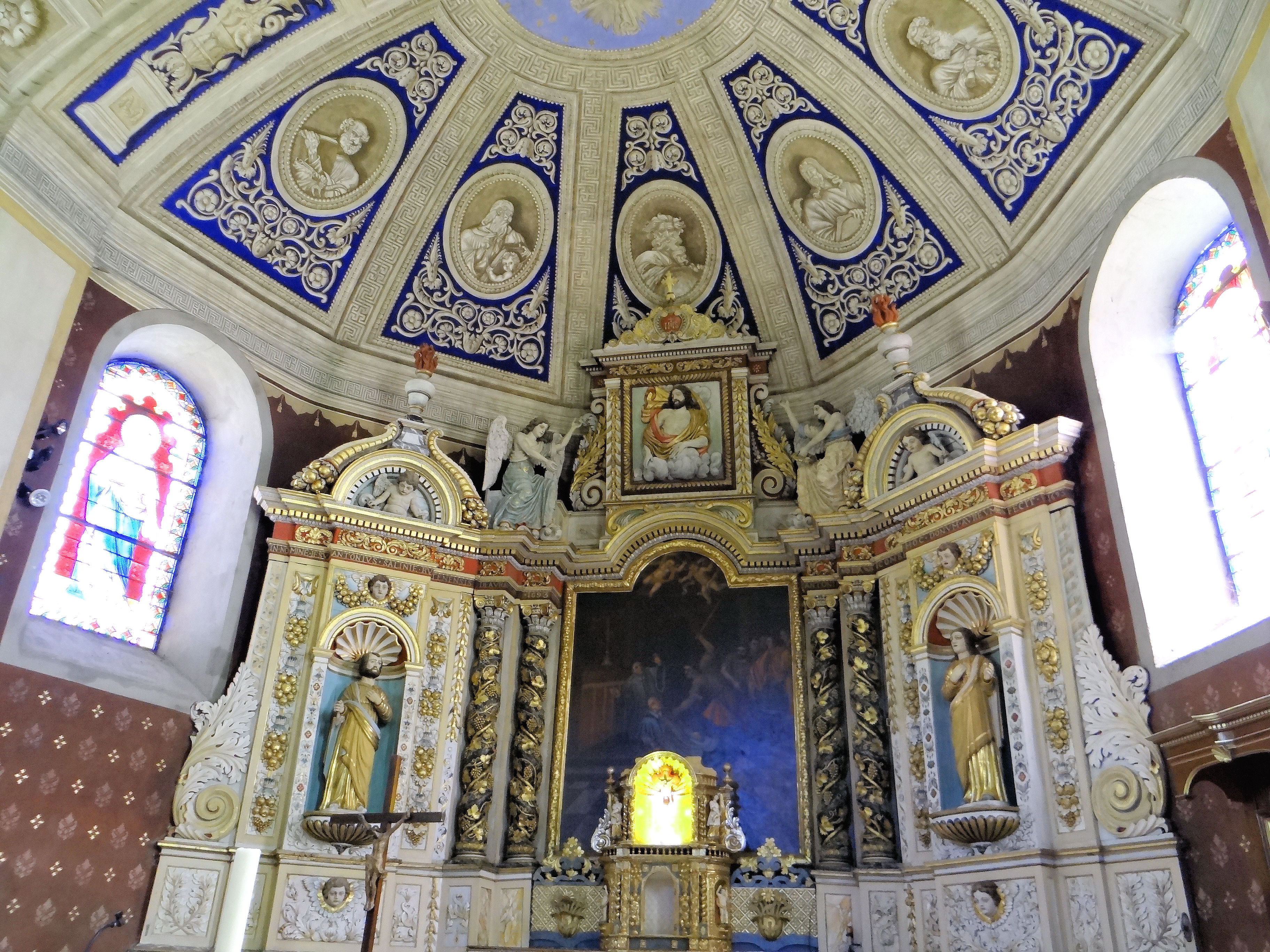
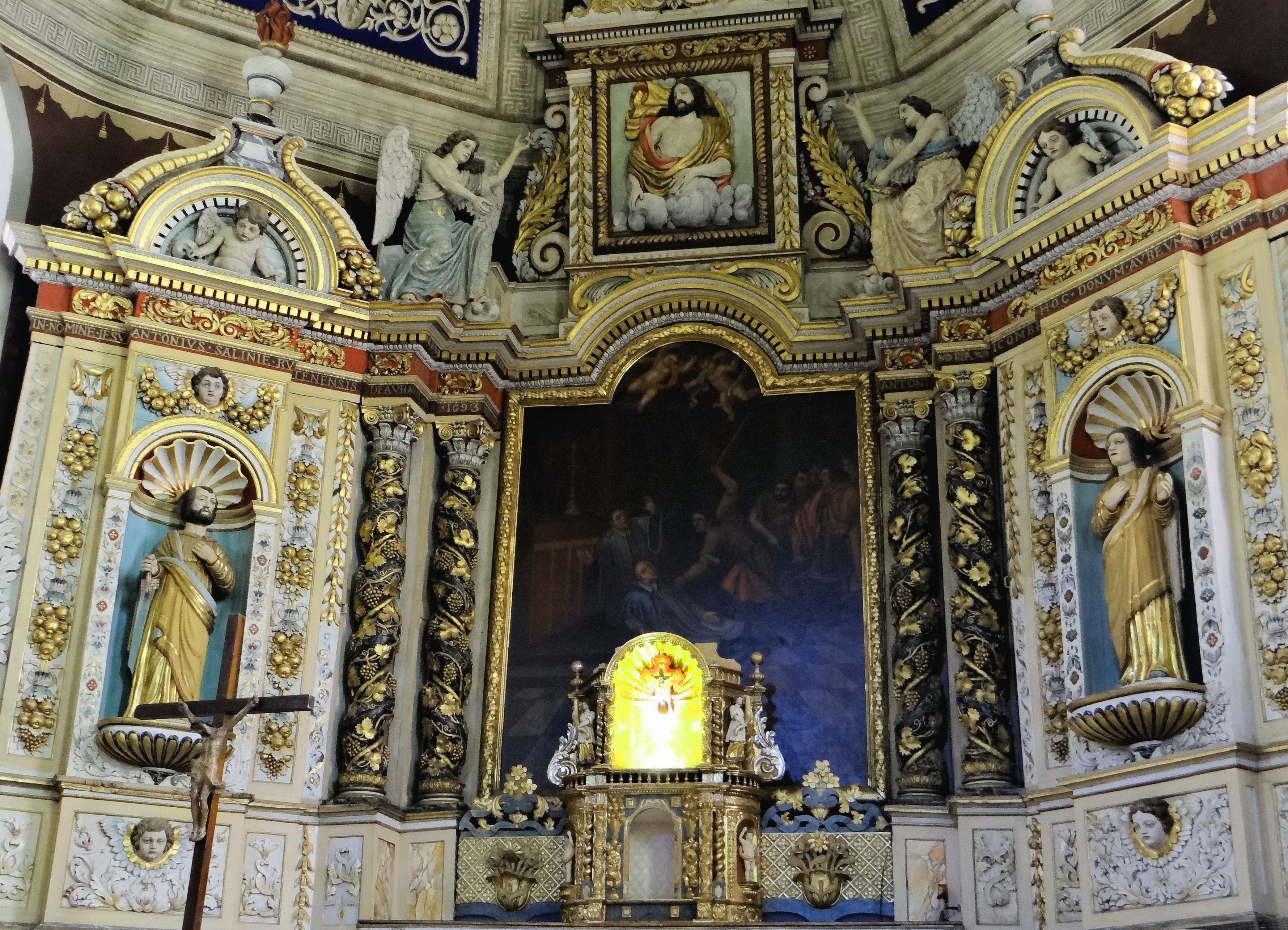

Classé MH (1932)
L'église Saint-Thomas de Canterbury des XIIe et XIIIe siècles et du XVIIe siècle, possède un gisant en clé de voûte de la première travée de la nef, ainsi qu'un chœur du XVIIe siècle rebâti à la suite de la destruction du chœur roman par les Calvinistes. Les membres de la famille de Carlat ont été enterrés en ses murs au niveau du transept. Elle était d'abord dédiée à Saint Blaise. Elle comportait plusieurs chapelles rayonnantes dont la chapelle Saint François qui est la seule encore accessible par l'esplanade. Elle a été remaniée aux XVe et XVIIe siècles (porte d'entrée et chœur).

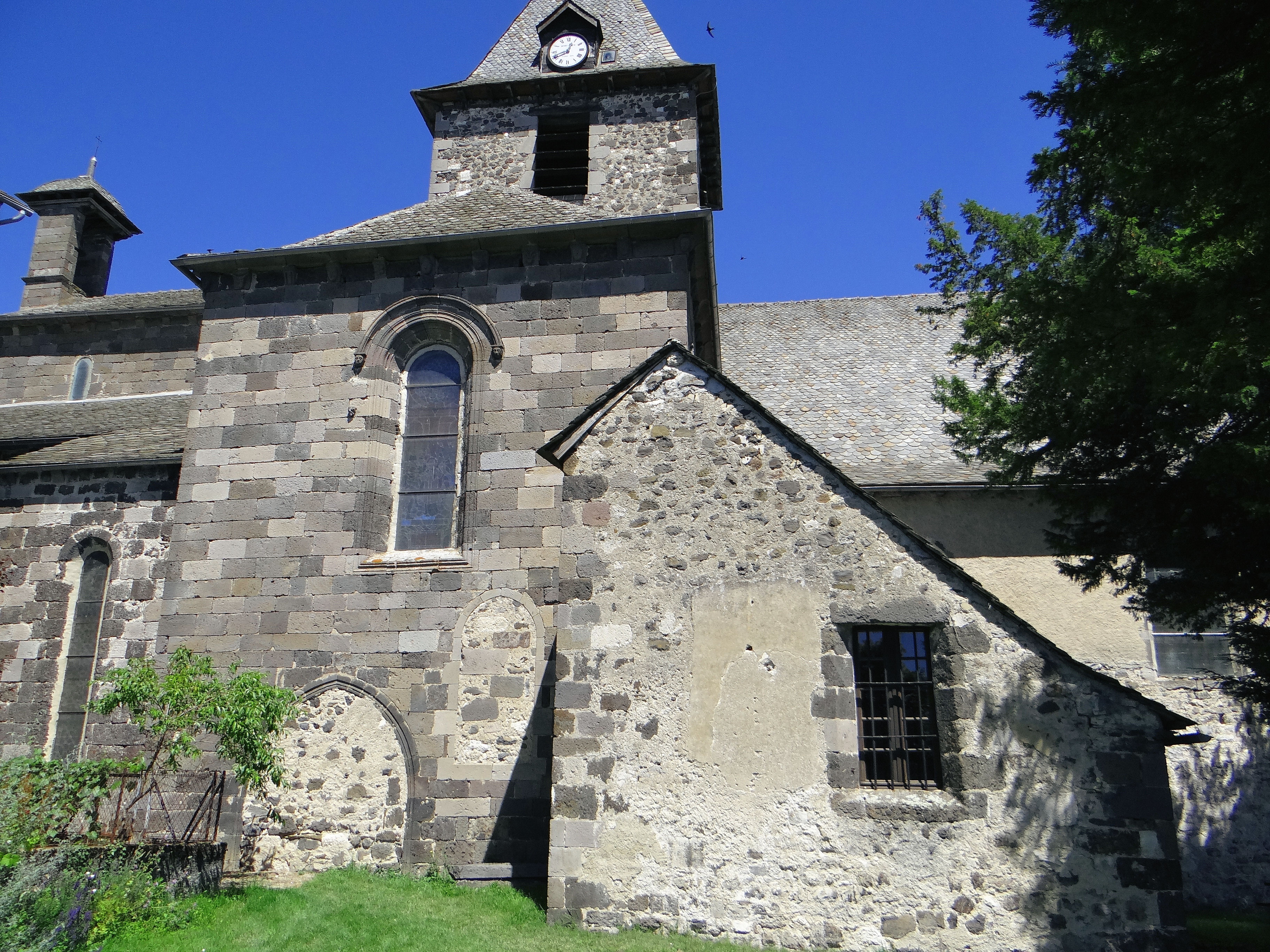
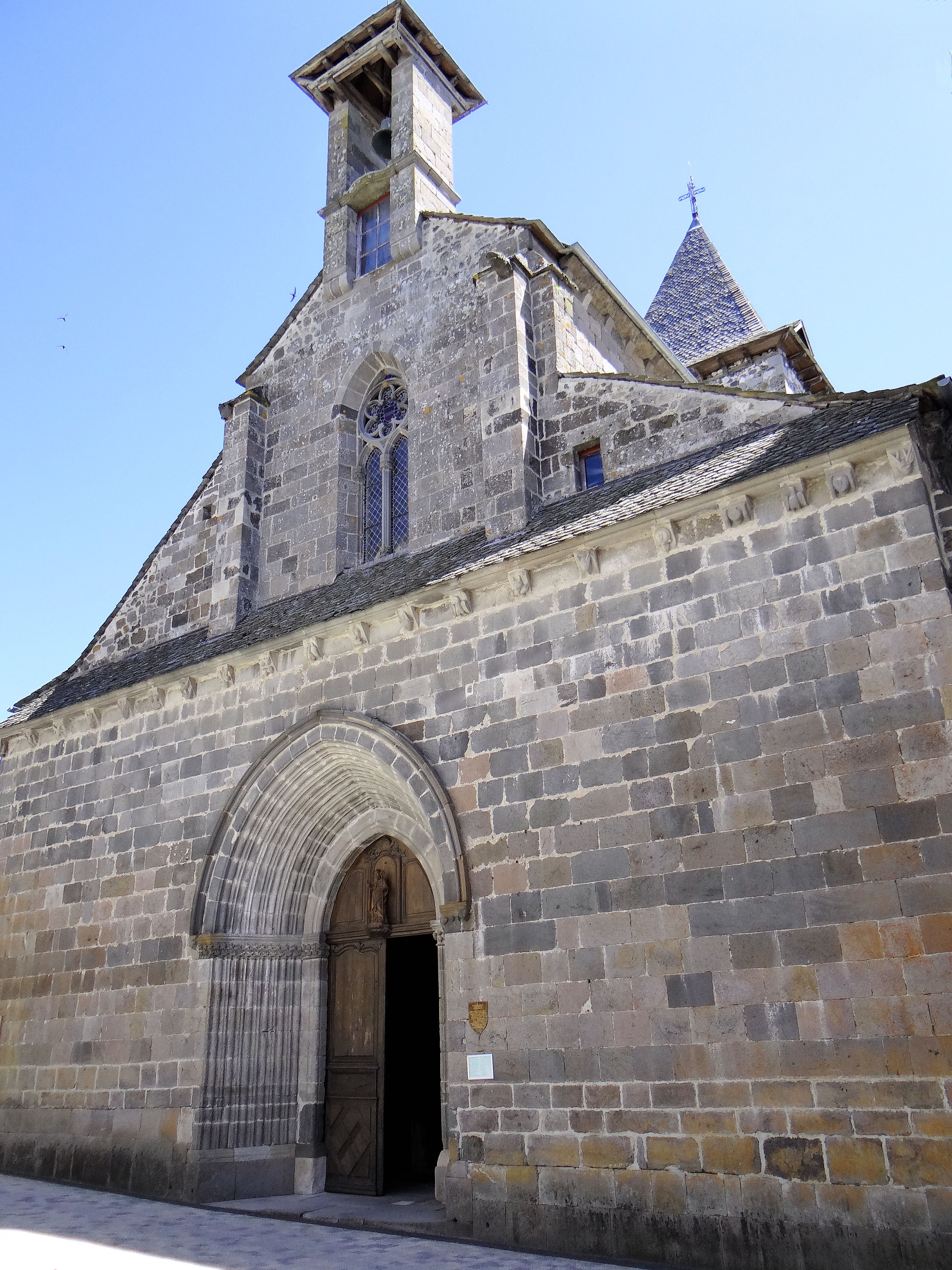
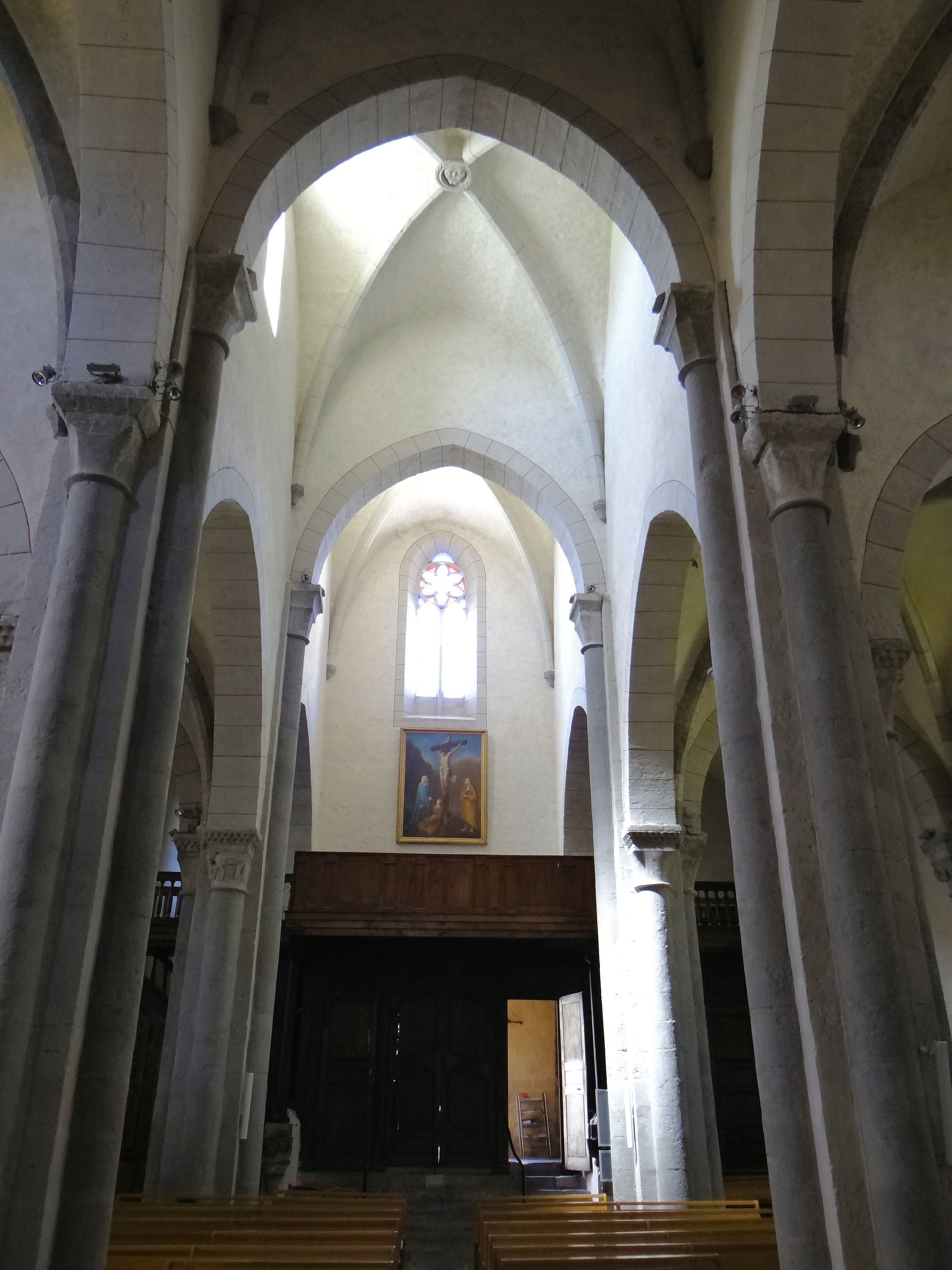
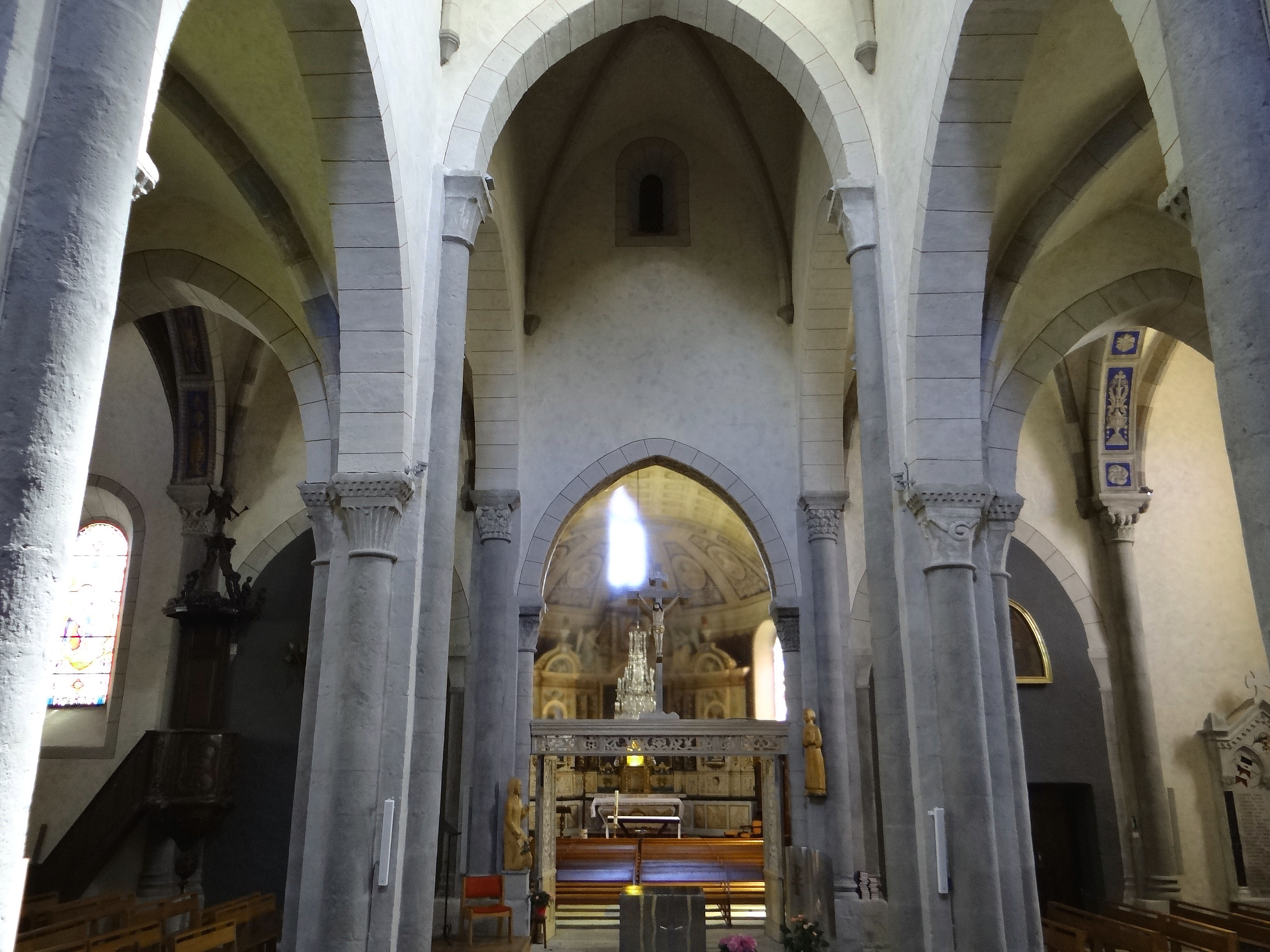
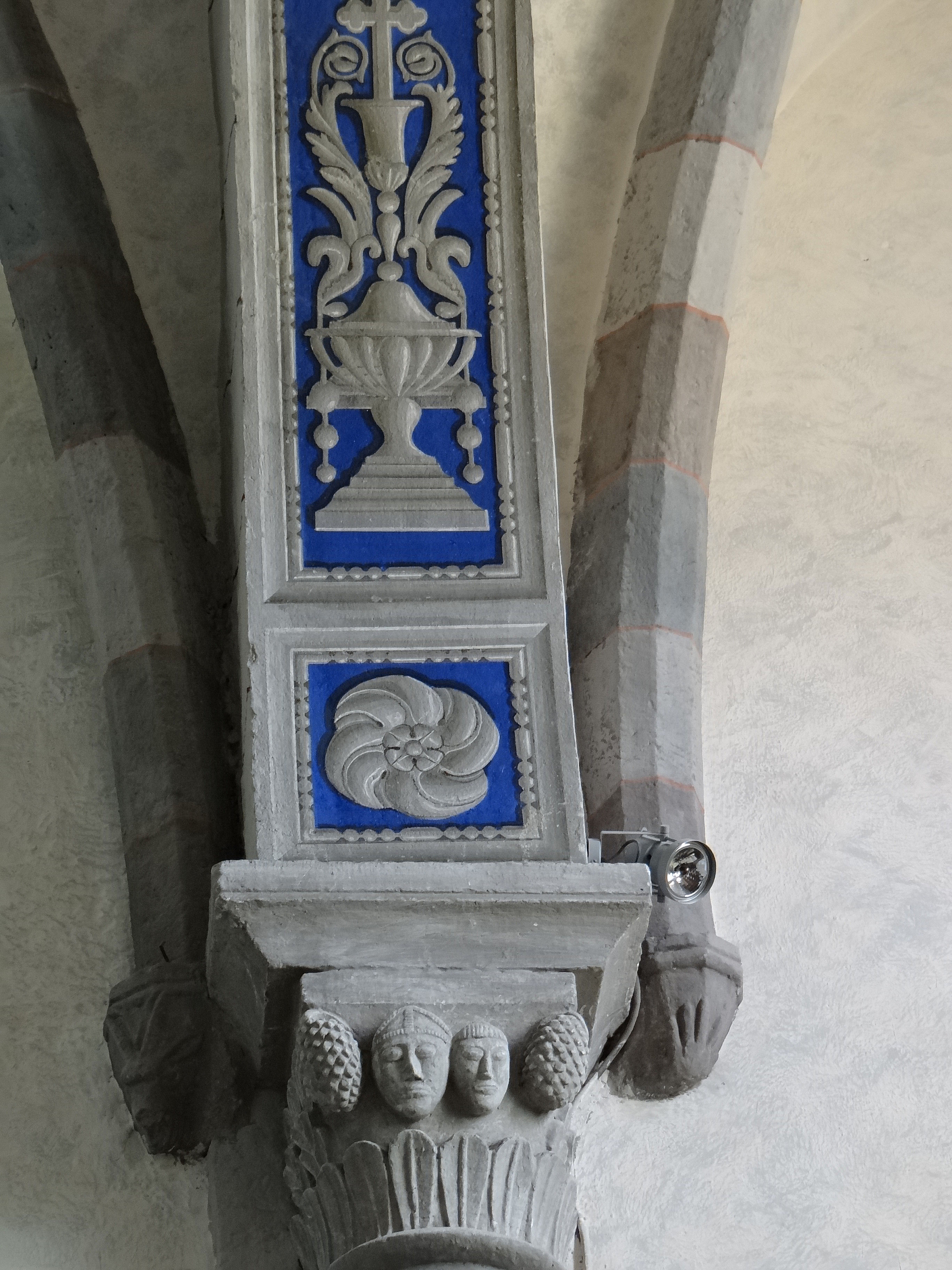

#### Église Saint-Martin de Bromme
Classé MH (1930)

### Édifices civils

#### Château de Venzac
Inscrit MH (1989)

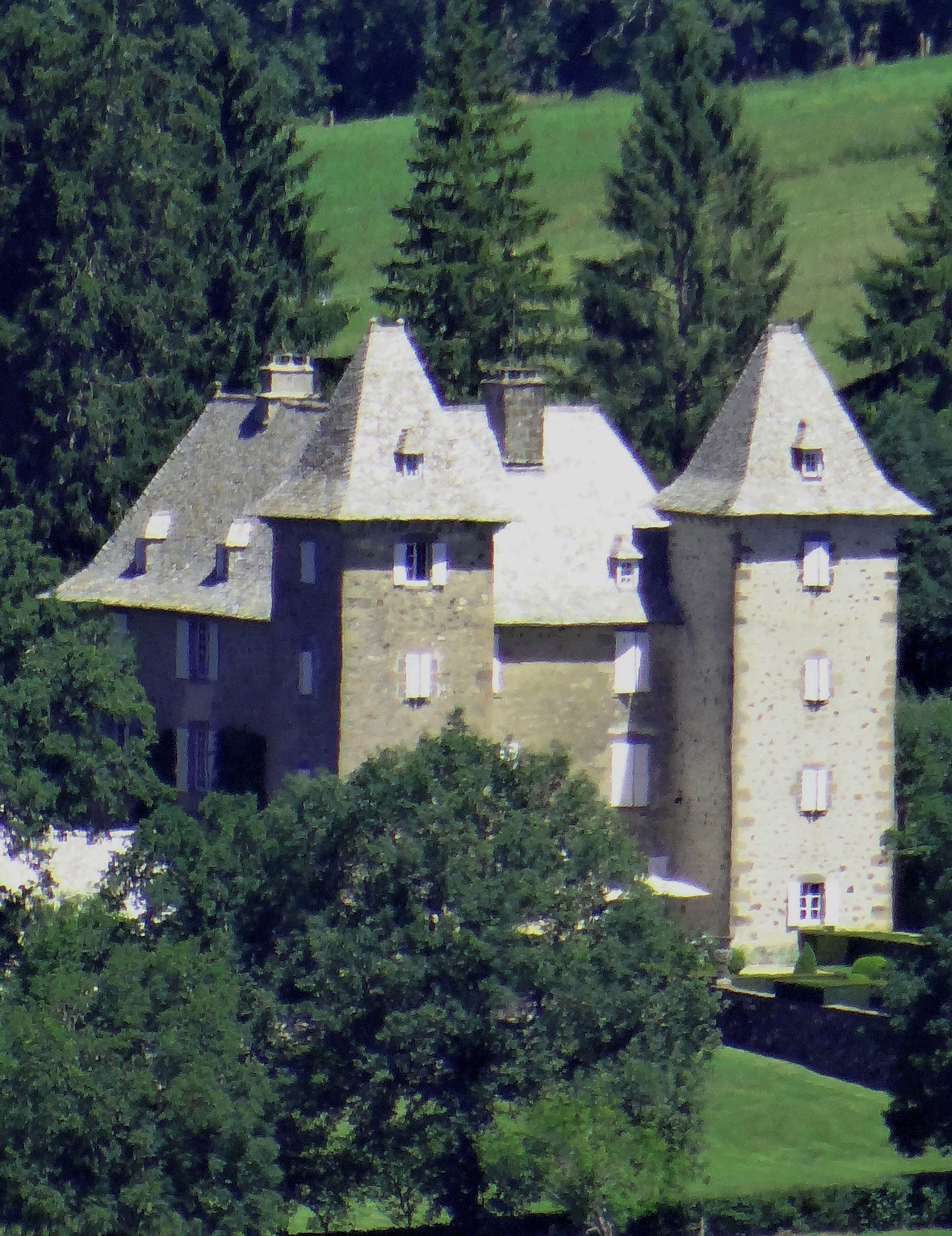
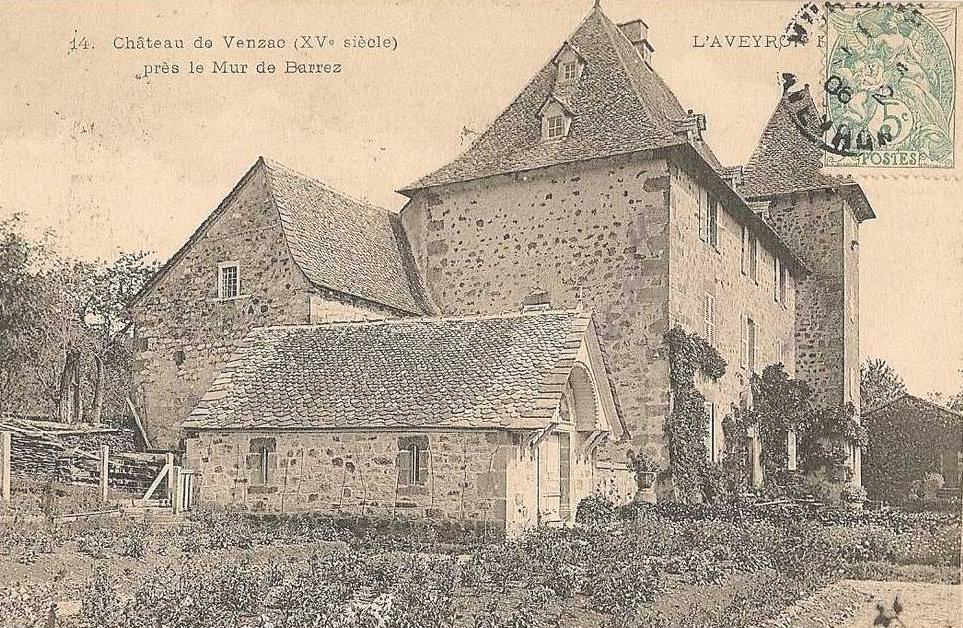
En 1903.

#### Tour de Monaco
Classé MH (1913)
La Tour de Monaco, dite lo Portal, malgré son nom, témoignage d'un temps après 1643, où Mur-de-Barrez était devenu avec tout le Carladez la propriété des princes de Monaco. Tour-porche, c'était la principale porte d'entrée dans la ville, c'est l'un des rares éléments subsistants de la fortification de la ville qui comprenait un rempart flanqué d'au moins quatre tours de défense (1437 convention entre Bonne de Berry et les habitants du Mur-de-Barrez). La destruction des fortifications et du château est décidée par Henri IV en 1607 mais sera exécutée sous Louis XIII par ordonnance du 12 juin 1620.

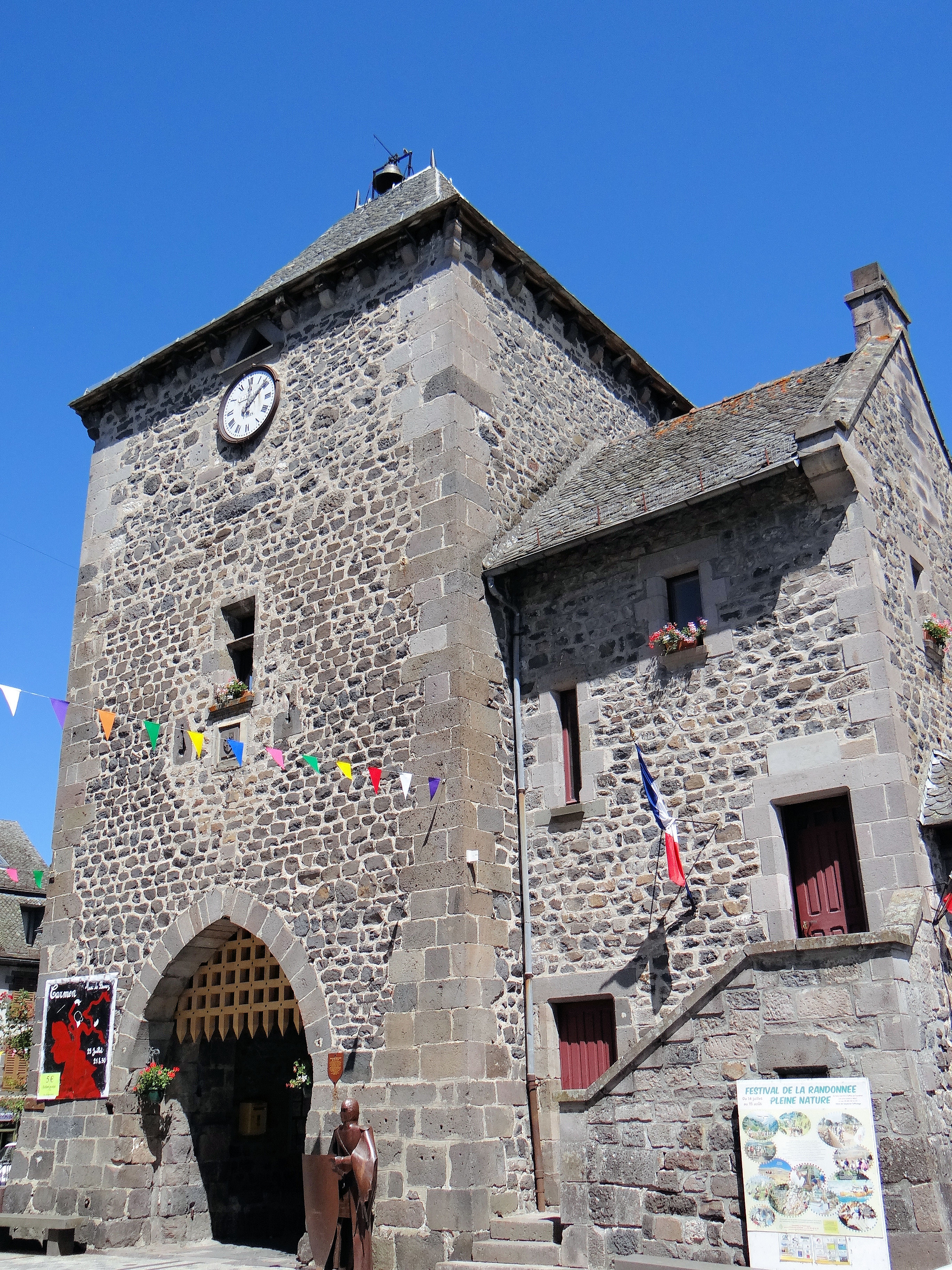
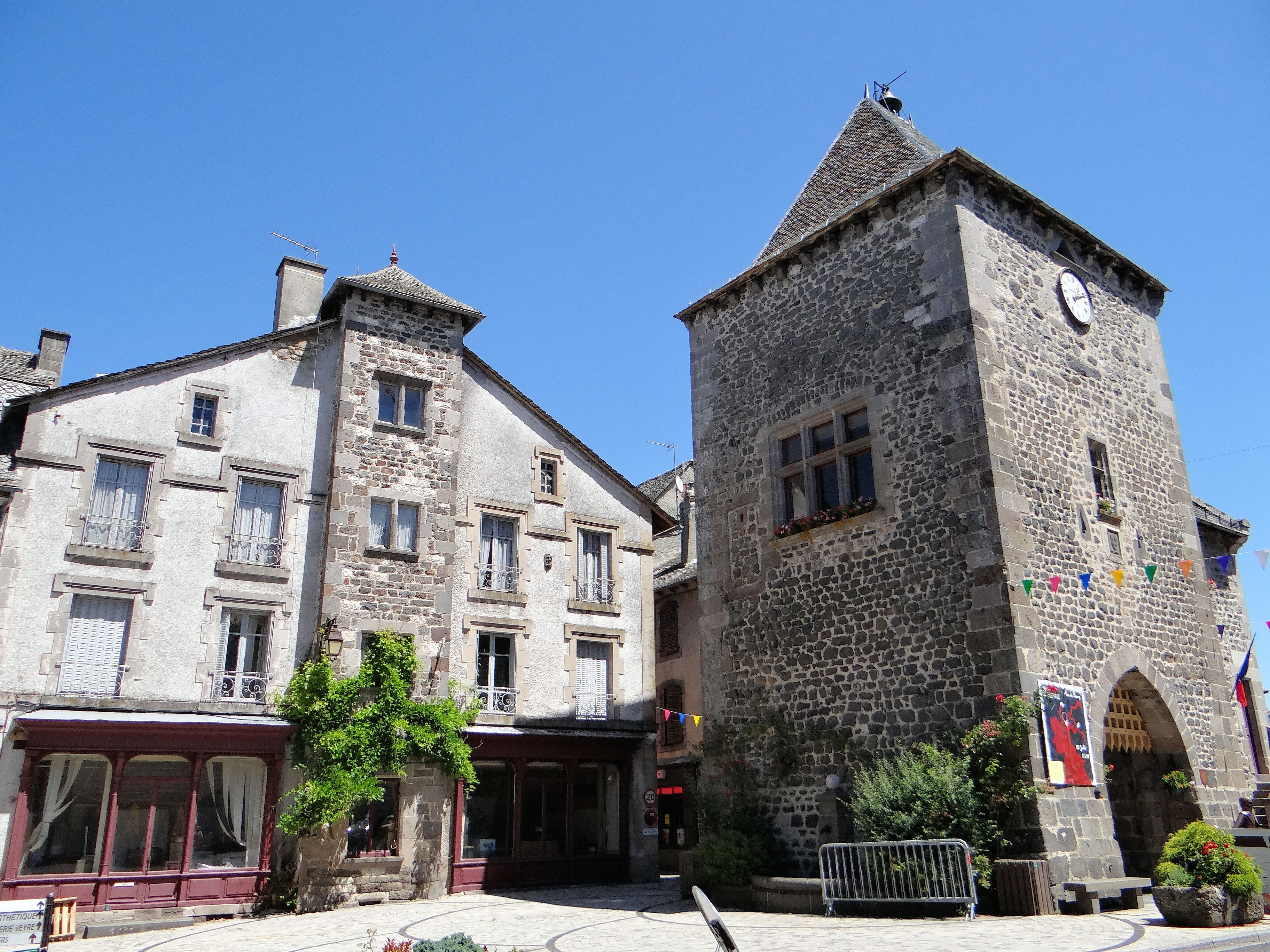
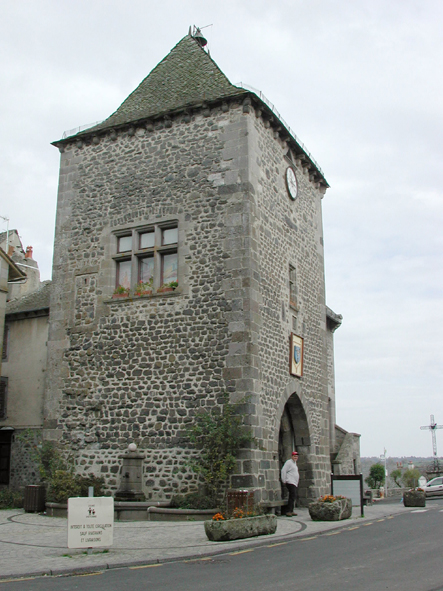
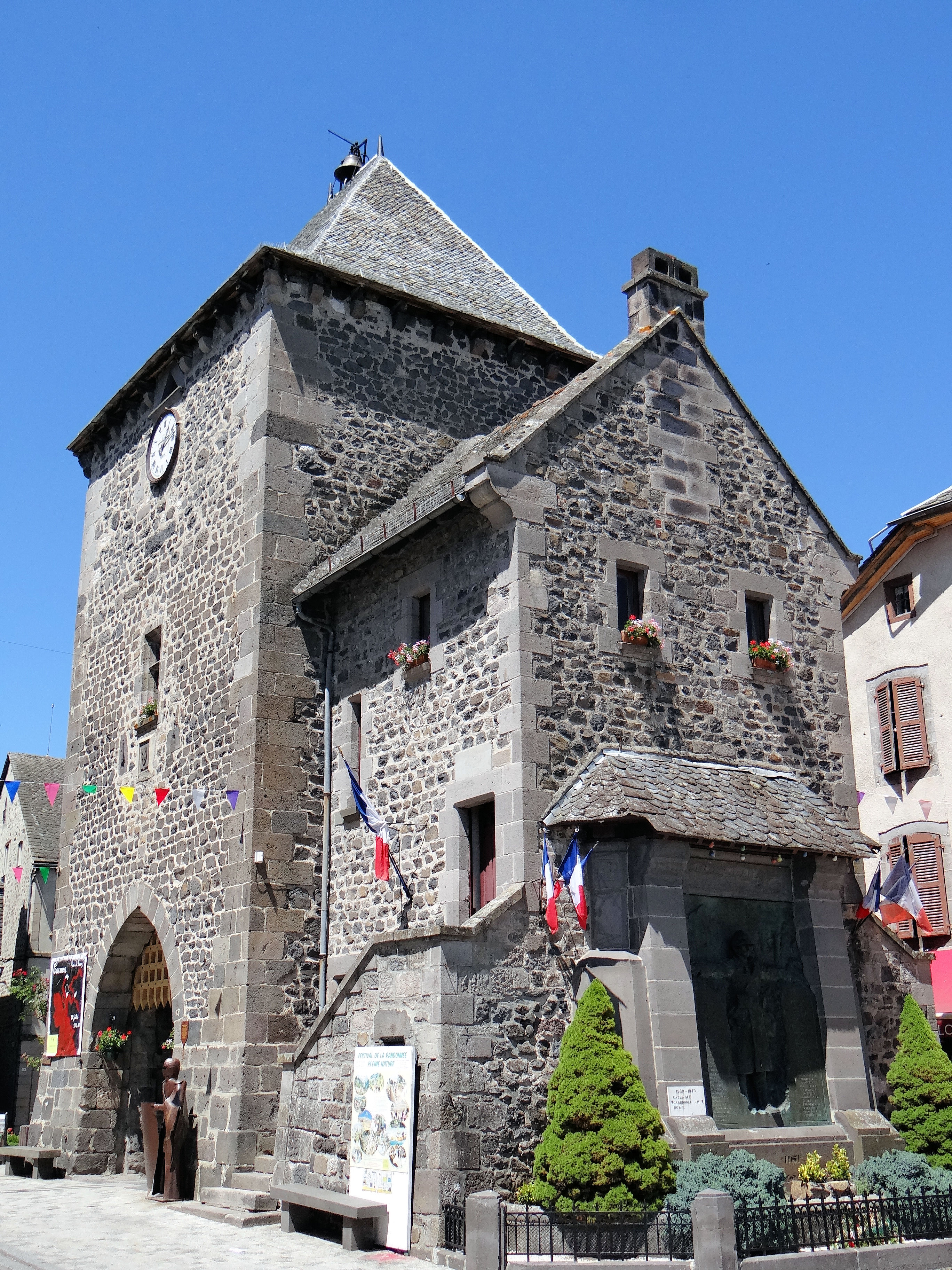

#### Maison consulaire
Inscrit MH (1929)
La maison consulaire (actuelle mairie) à l'angle de la Place de l'église et de la Grand'rue, est de style Renaissance tardive (1575), avec passage sous voûtes. Résidence au XVIe siècle de la famille Barthélémy "Bienfaitrice de la Ville". Gendarmerie au XIXe siècle. Couvent des sœurs Franciscaines de 1870 à 2000.

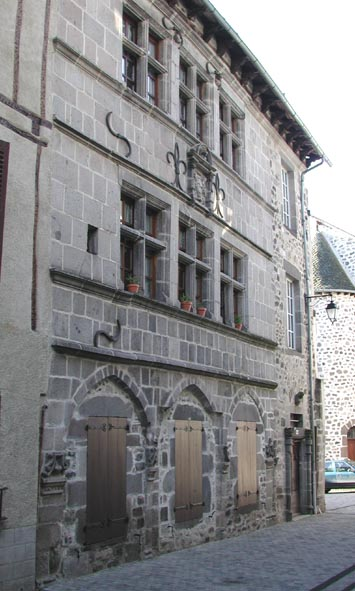
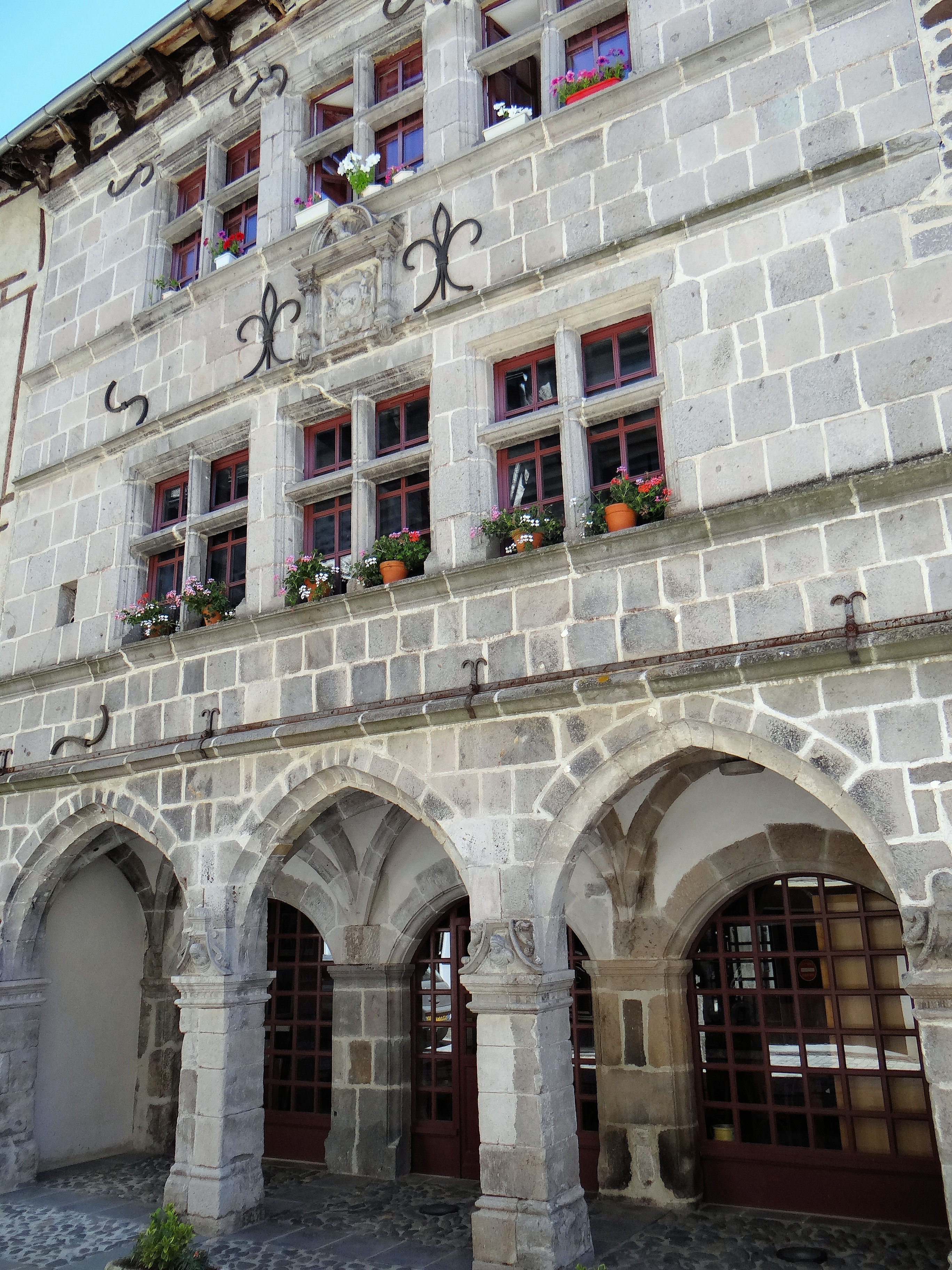
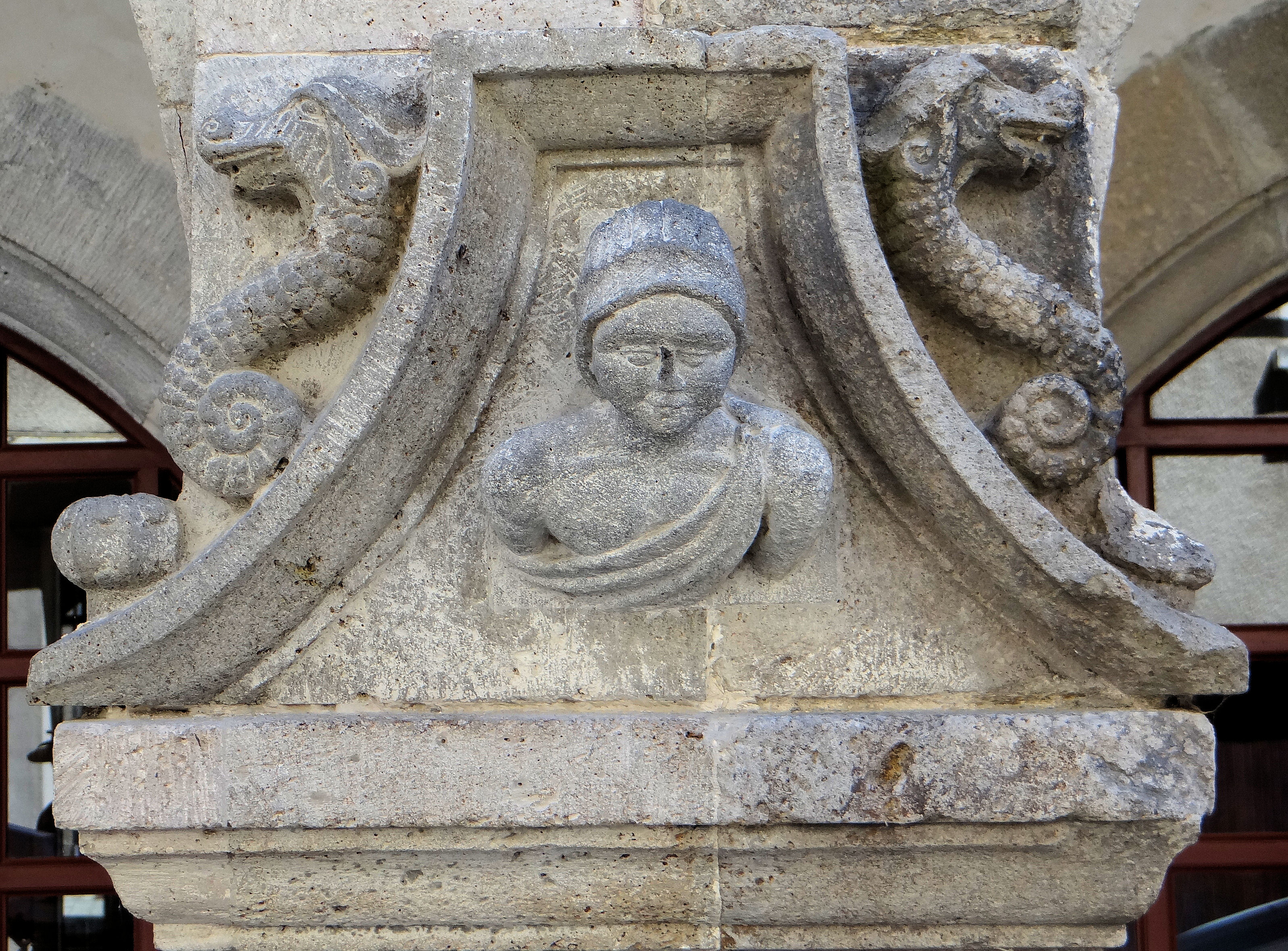
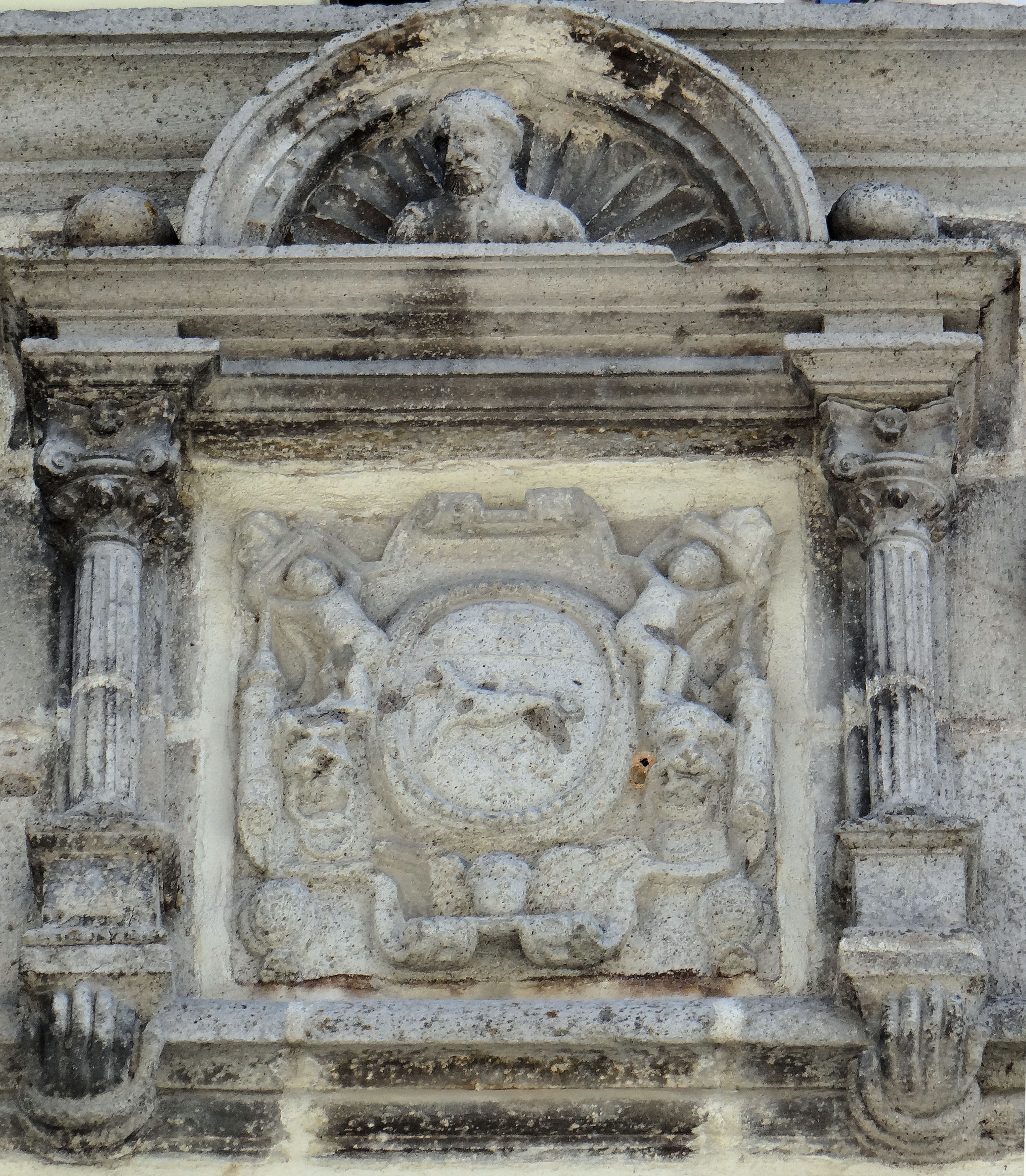
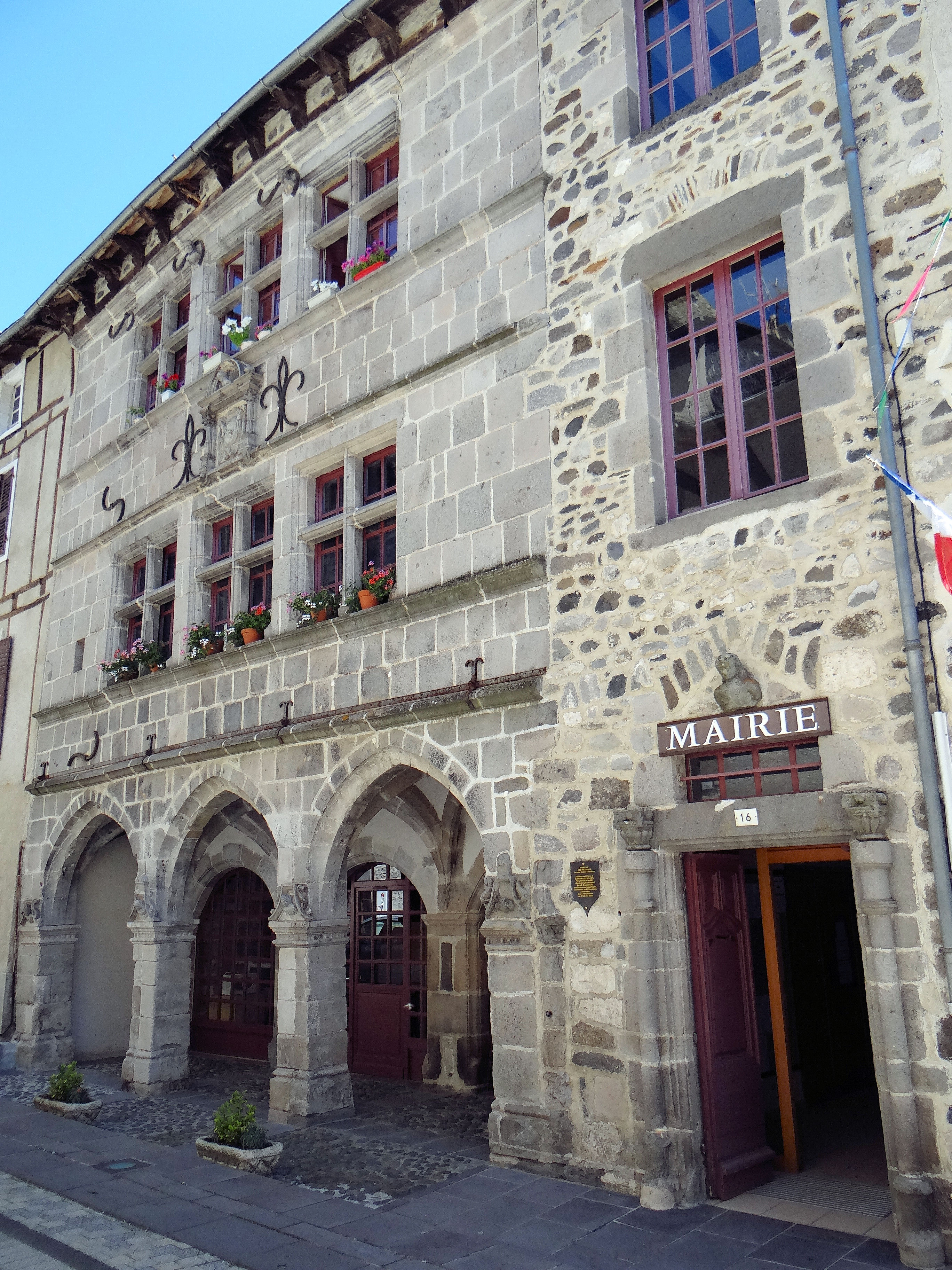

### Monument aux morts
Adossé à la tour de Monaco, il a été sculpté en 1922 par Maurice Grandet, élève de Denys Puech, Le fondeur est Alexis Rudier. Il a été classé au titre des monuments historiques le 18 octobre 2018. Il a été restauré en 2018 par Caroline Botbol.

### Monastère Sainte-Claire
Monastère Sainte-Claire : Fondé en 1651 par François d'Humières sieur de Calsade. Après la révolution de 1789 il fut vendu à la municipalité de Mur-de-Barrez comme bien national, il servit de prison. En 1804 il devint Collège Impérial. Incendié en 1809. En 1868 retour des sœurs Clarisses. Il est toujours occupé par les sœurs clarisses. Accueil monastique de 30 chambres, pour séjour spirituel.

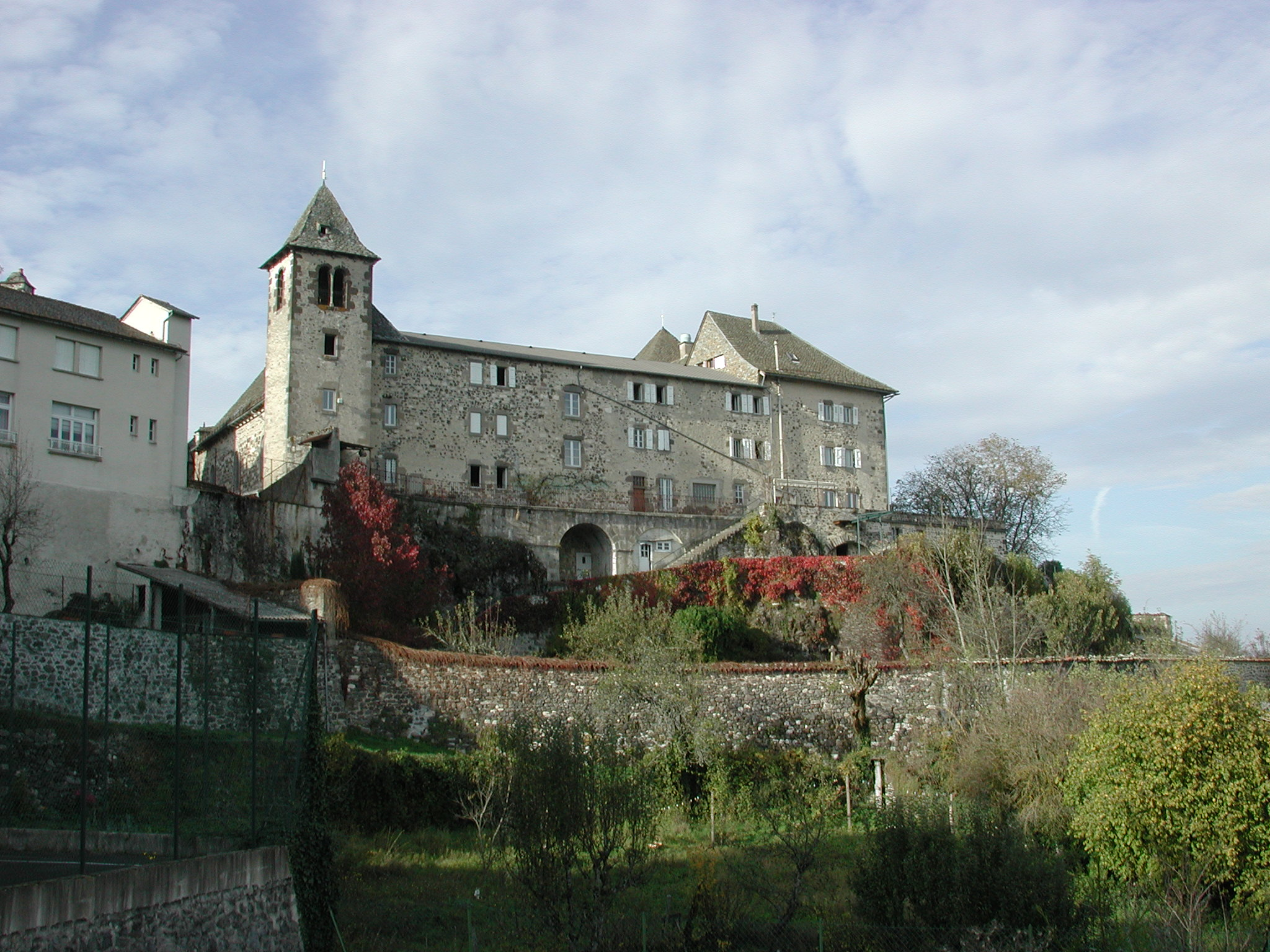
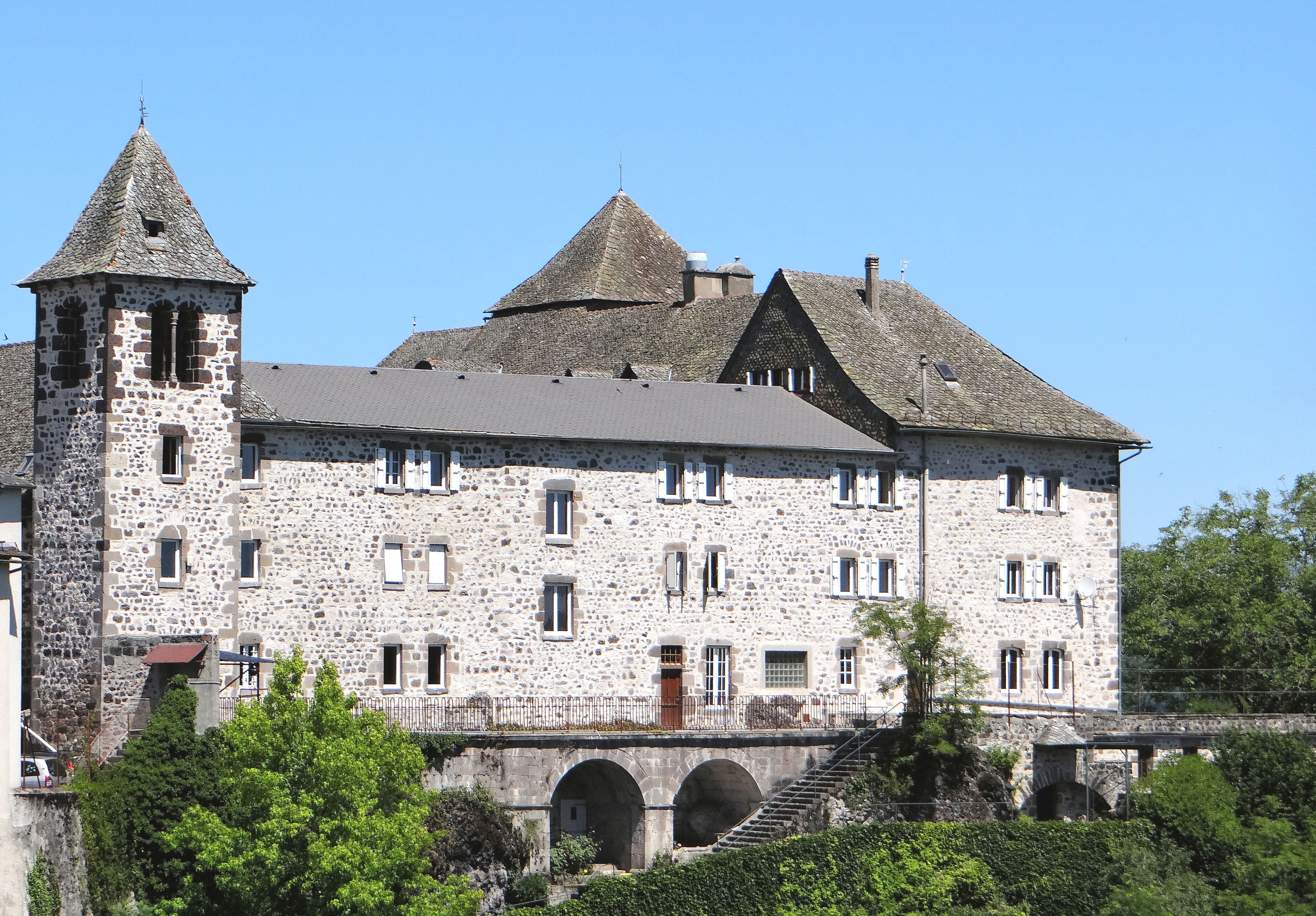
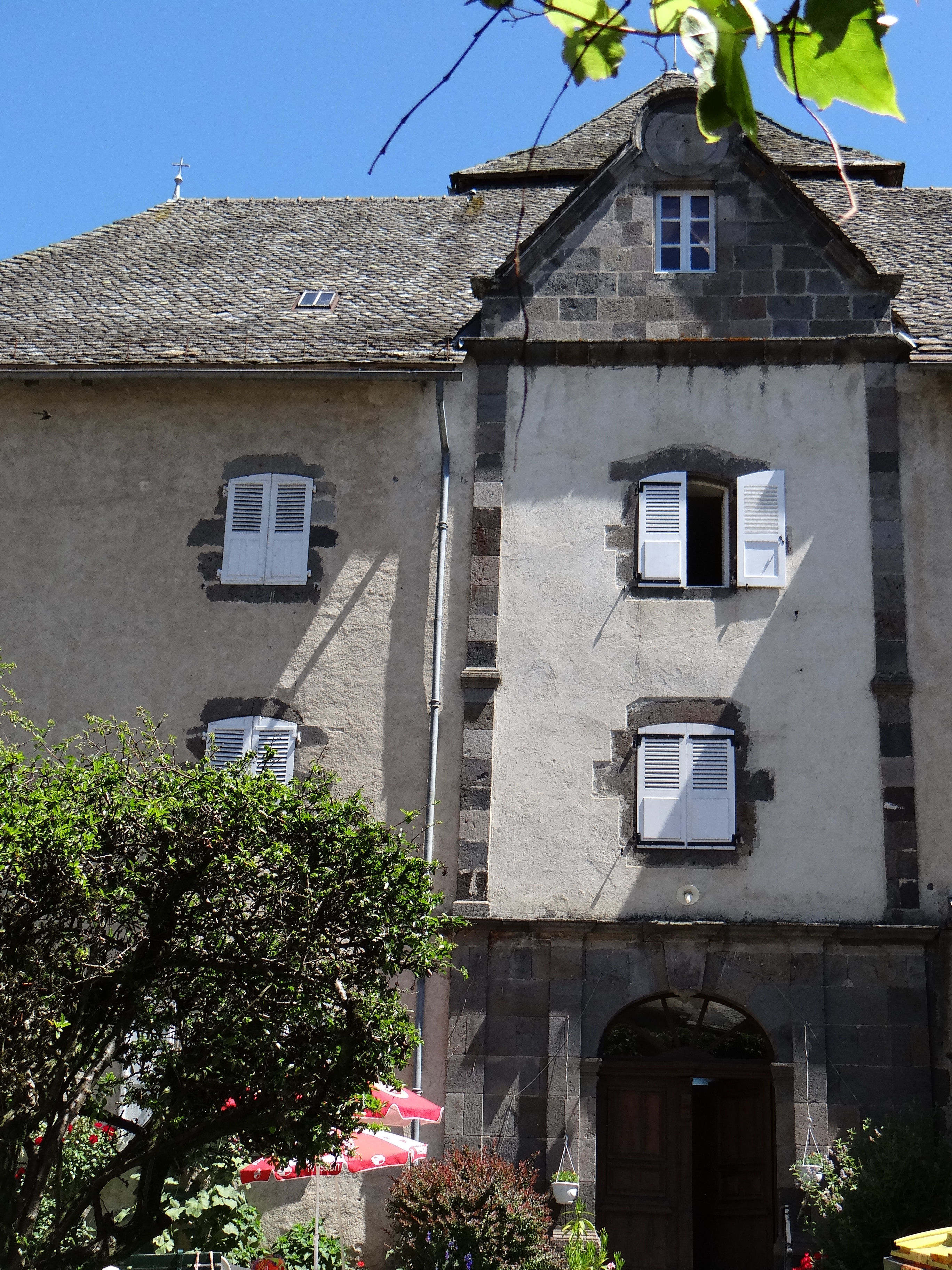
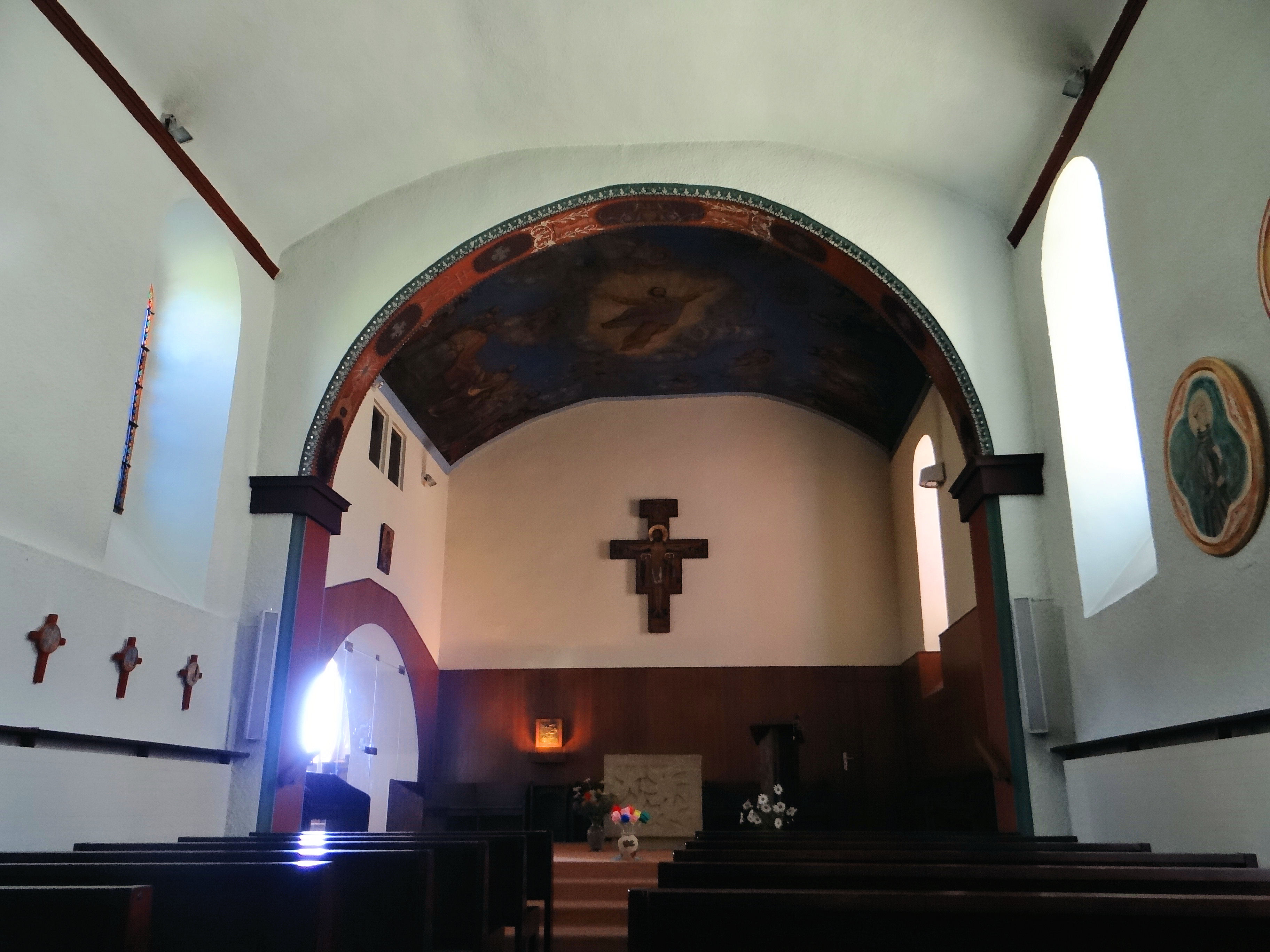
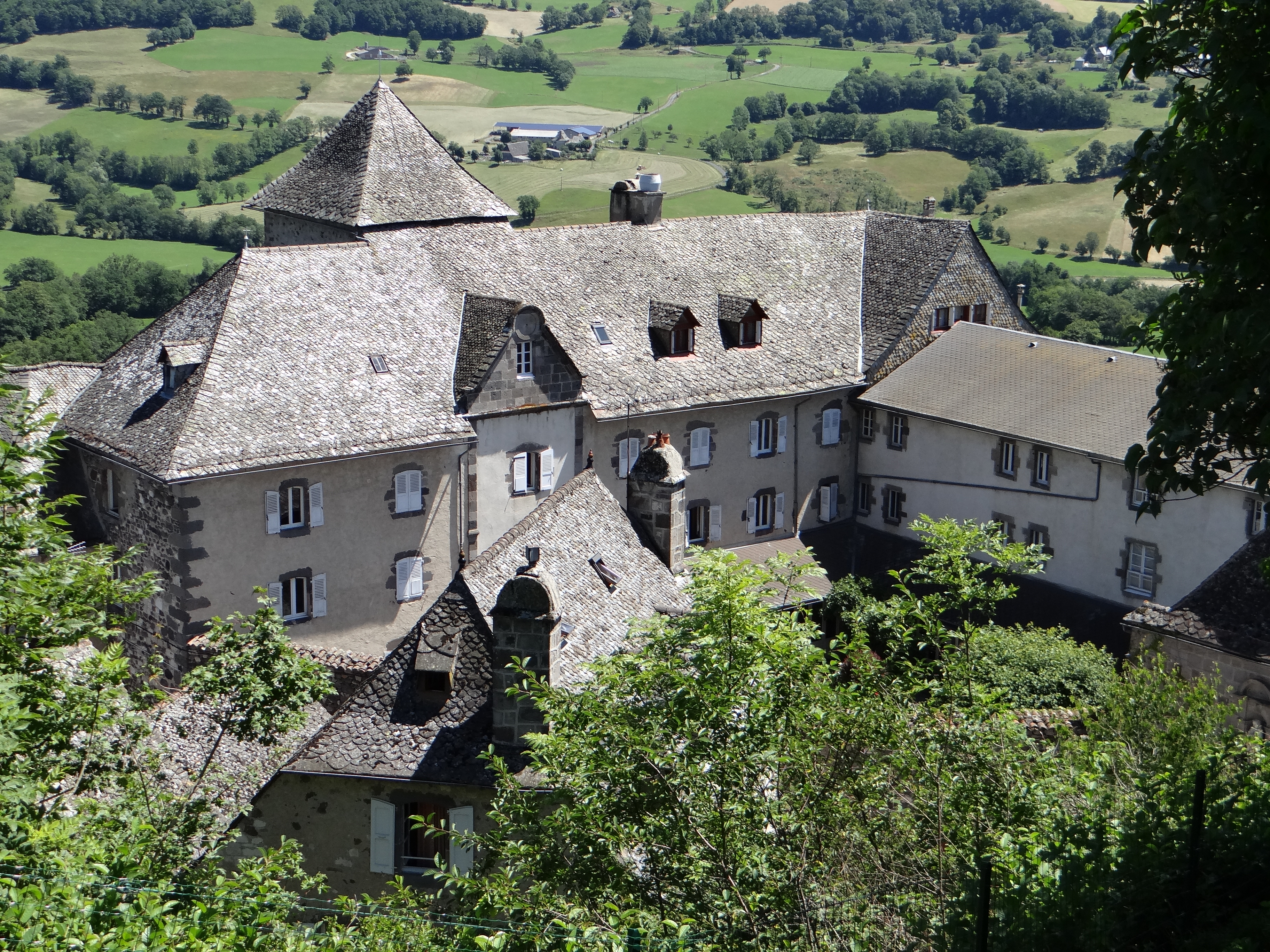

### Divers
D'autres vestiges des fortifications sont encore visibles : tours d'angle (de part et d'autre de la tour de Monaco), murailles (façades ouest de la ville ; au droit de la chapelle jouxtant le chœur de l'église Saint-Thomas de Canterbury) et autres portes (au nord "de le Berque", à l'ouest "du pourtalou")
- Ruines du château-fort : la destruction ordonnée par Henri IV et réalisée sous Richelieu n'a laissé sur place que quelques soubassements. Site aménagé avec table d'orientation et vue sur le Barrez, l'Aubrac et le Plomb du Cantal.
- Maisons Renaissance et XVIIIe siècle, de la Tour de Monaco au Château :
  - Hôtel de Mandilhac : 16, rue de l'église. Construction en 1768 par Jérôme de Verdier de Mandilhac (trésorier de France à Montauban).
    - En 1863, ouverture d’une école tenue par les Frères des écoles chrétiennes. Cette école périclite à la fin du XIXe siècle.
    - En 1962, Montheil de Septfons cède l’immeuble et ses dépendances à la Société des Écoles Libres de Rodez.
    - L'établissement scolaire catholique Saint Pierre ferme en 2000 à la suite d'une affaire de pédophilie[56].

  - Maison Montheil de Septfons : 18, rue de l'église. Construction en 1776 par la Famille Gaches de Venzac dont elle porte le blason.
- Quartier de la Berque :  ancien quartier médiéval remanié aux XVII et XVIIIe siècle Autour de la porte de "la Berque" (traduction : brèche).
- Porte de Lembergue (dite "Lo Portalou") Située rue du Portalou à l'ouest, était la 3e porte des fortifications qui entouraient le bourg.
- Jardin de Marie : situé au Nord à côté de l'église et est un lieu inspiré des jardins du Moyen Âge et offre une vue sur les alentours.
- Église de Sinhalac
- Observatoire Astronomique de Frons

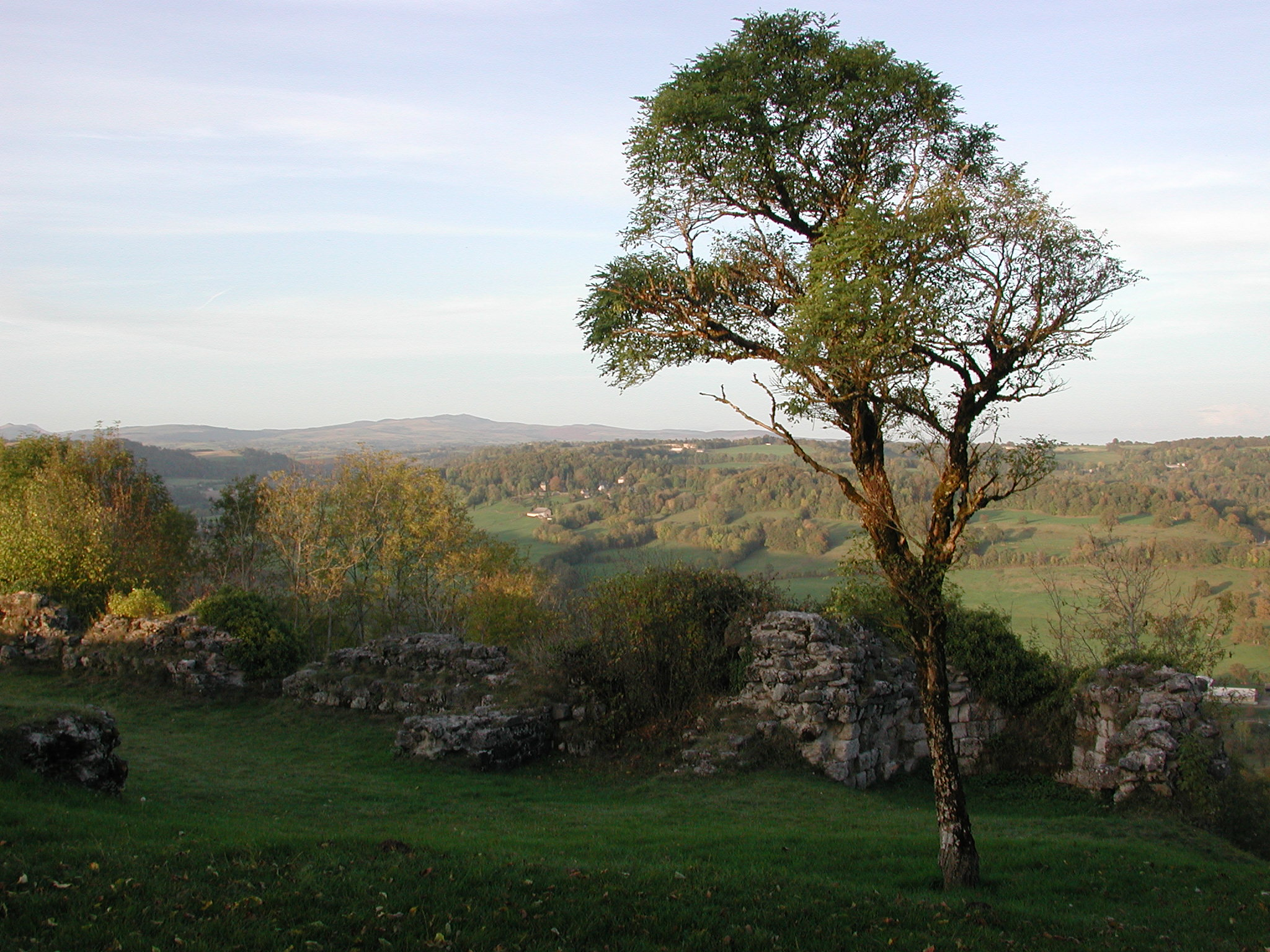
Ruines du château fort.
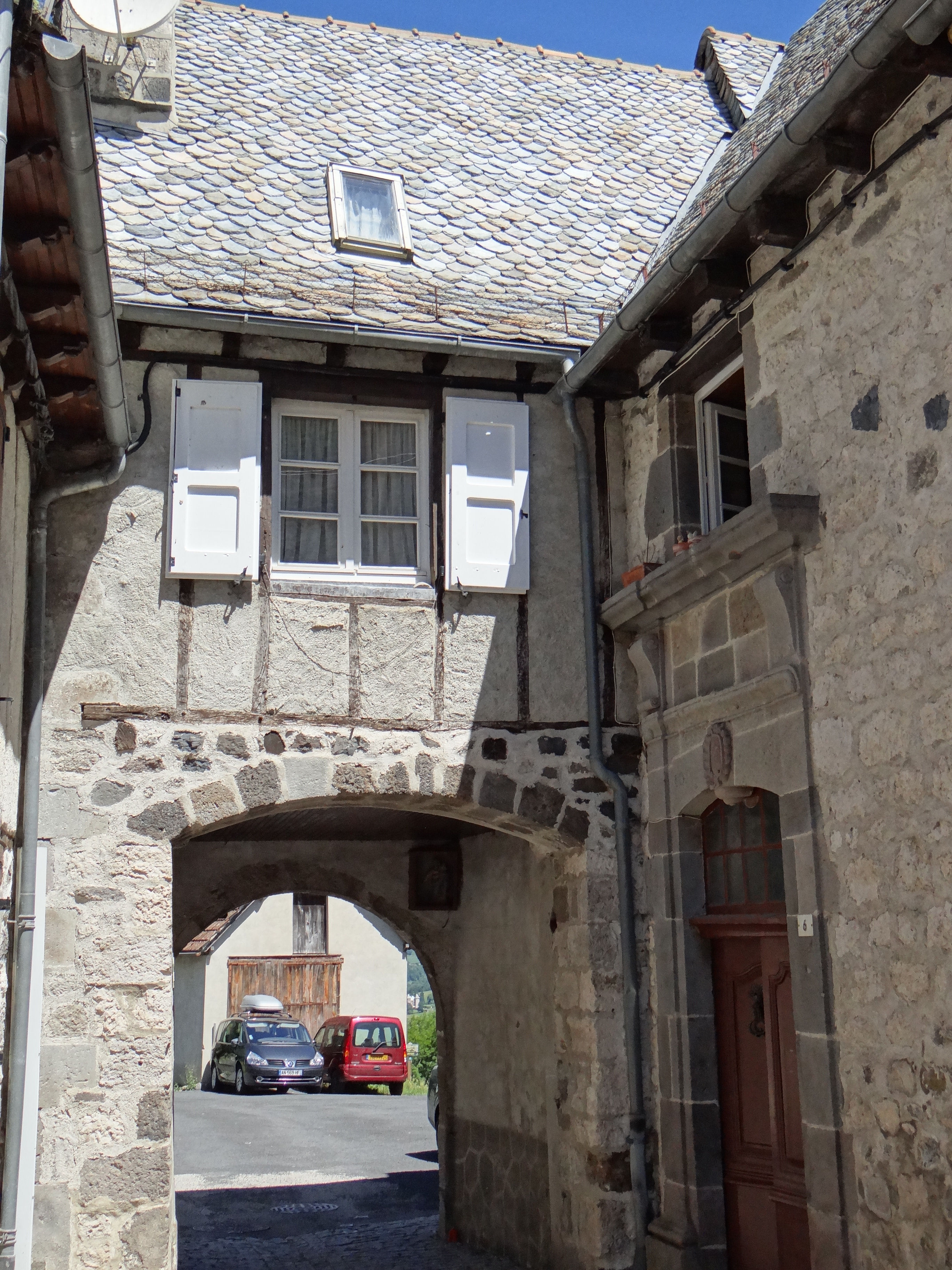
Porte de la Berque.
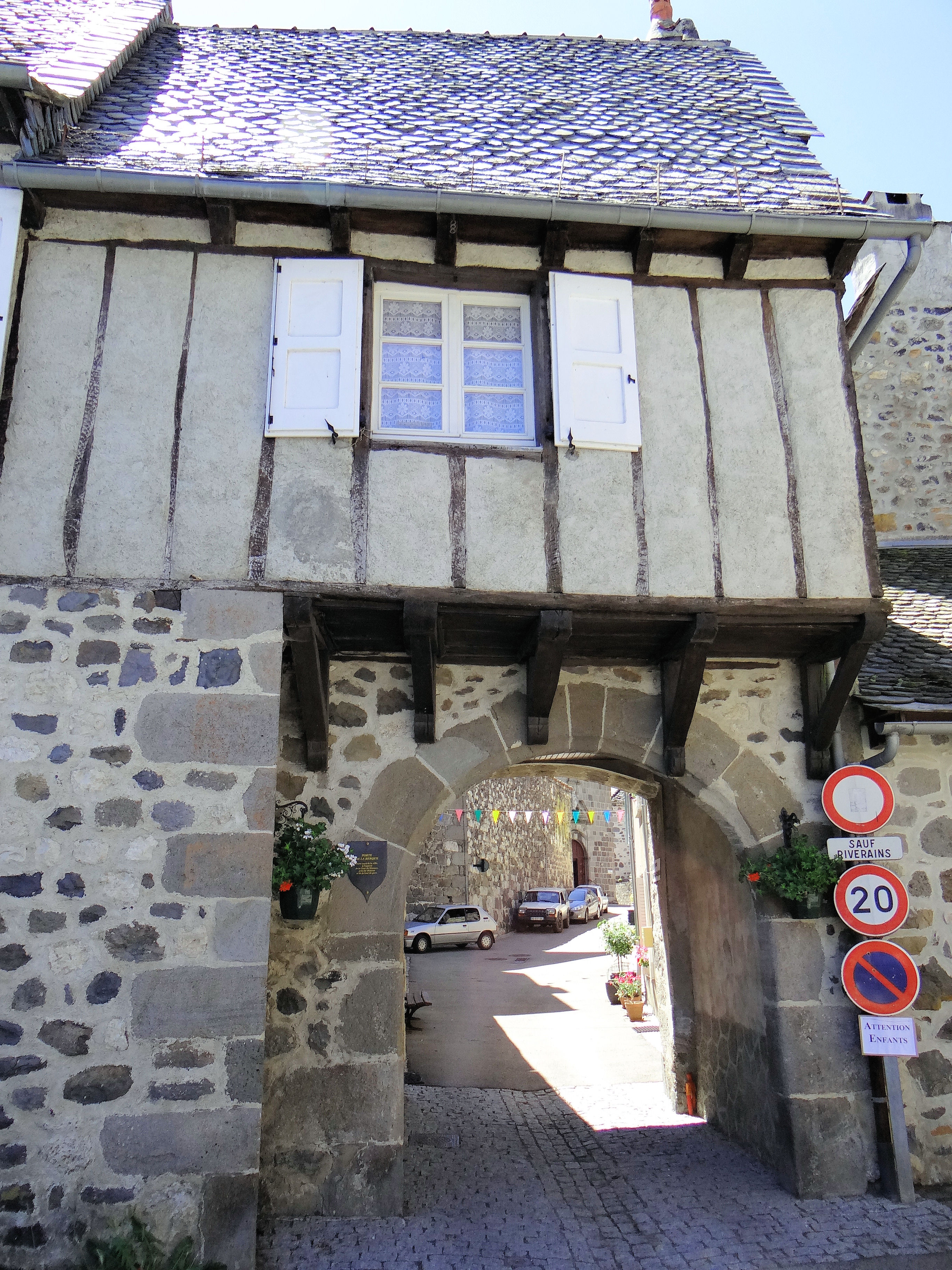
Porte de la Berque.
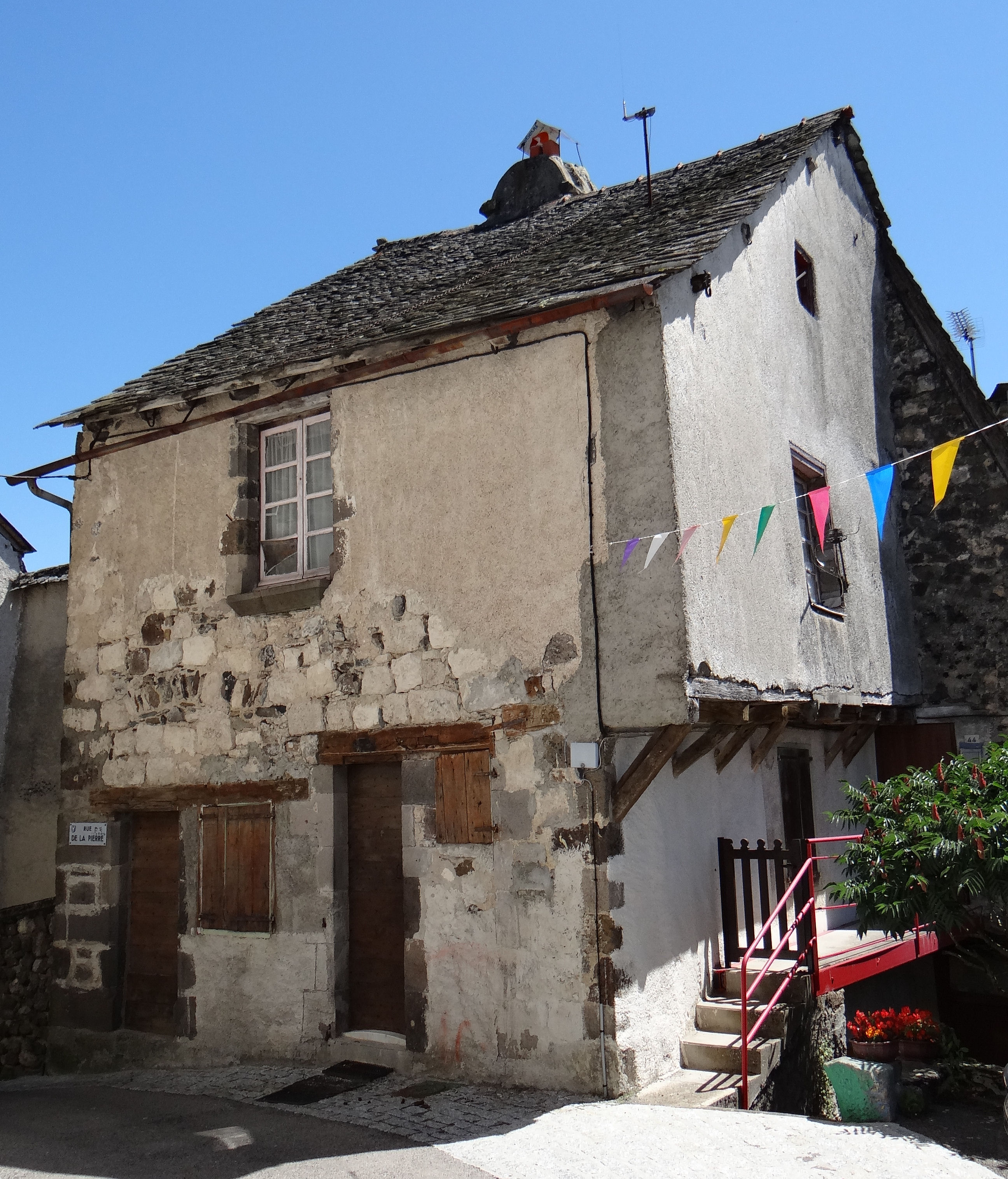
Maison.
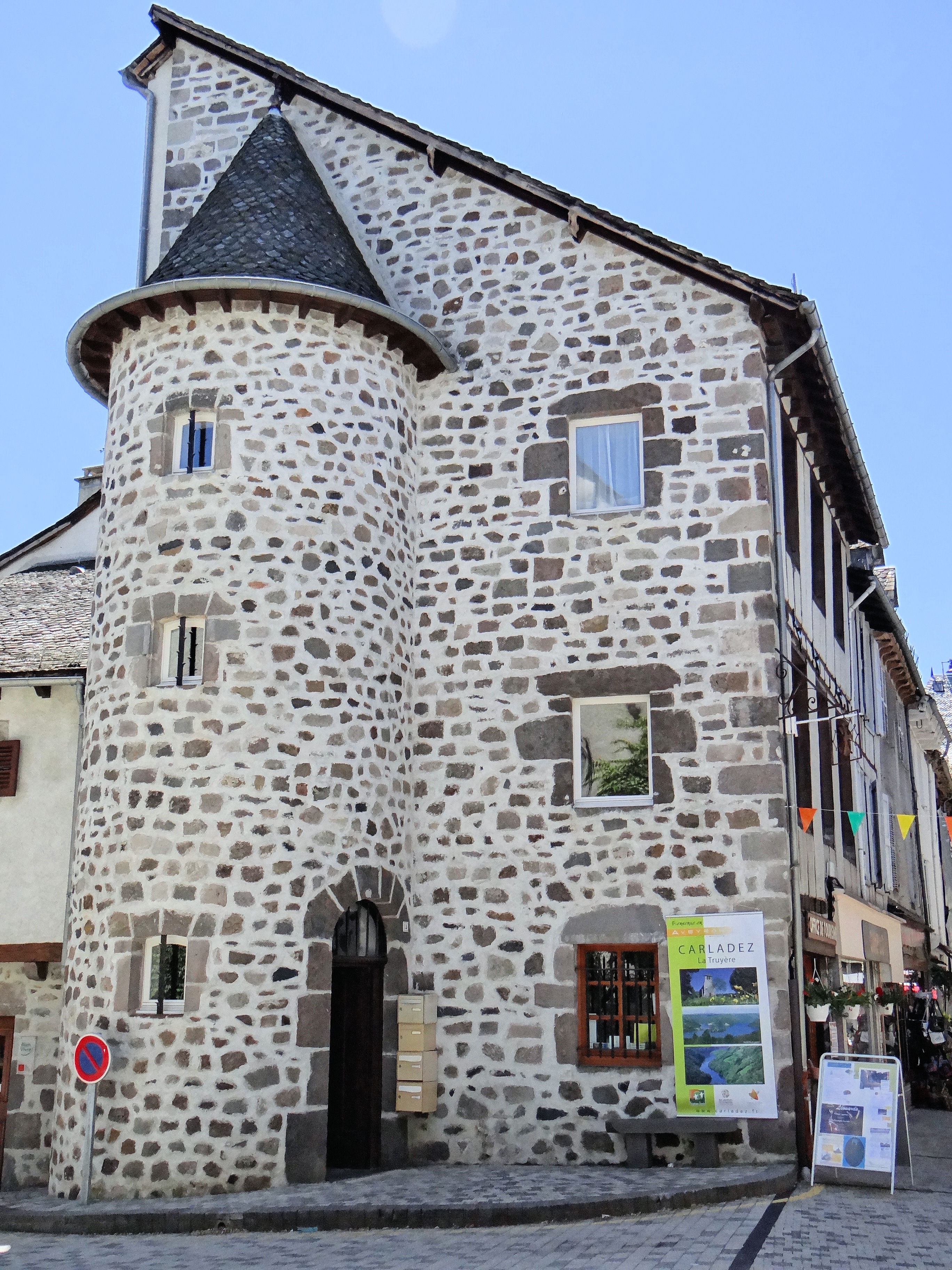
Maison.

## Personnalités liées à la commune
- Mur-de-Barrez est le lieu d'origine de plusieurs familles de bougnats particulièrement connues dans le monde de la brasserie, de l'hôtellerie et des boîtes de nuits. En effet les Tafanel, les Bouscarat  et les Ladoux sont tous originaires de Mur-de Barrez[57].
- Bernart de Venzac, troubadour, originaire du château de Venzac.
- Guilhem de Mur, troubadour.
- Jean-Baptiste Bô (1743-1814), député de l'Aveyron à la Convention nationale.
- Joseph-Marie Lambel, homme politique (1747 - 1823 à Mur-de-Barrez).
- Antoine Bernardin Fualdès (1761-1817), avocat jacobin, procureur impérial, assassiné à Rodez dans des conditions mystérieuses.
- Jean-Lucien Maurel (1929-), directeur du collège privé catholique Saint-Pierre (1953-1996). Arrêté en 1996, incarcéré en 1997, il est condamné en 2000 à dix ans de prison pour viols et agressions sexuelles sur trois mineurs. Le collège est fermé en août 2000[56].
- Princesse Gabriella de Monaco, comtesse de Carladès (2014-). La médiathèque portant son nom y a été inaugurée le 9 juillet 2025[58].

### Héraldique
| Blason de la commune de Mur-de-Barrez | Les armes de la commune de Mur-de-Barrez se blasonnent ainsi : D'azur à l'écusson fuselé d'argent et de gueules, accompagné de trois tours d'argent ou D'azur à trois tours d'argent accompagnées en cœur d'un écusson fuselé d'argent et de gueules. |